# Llista d'asteroides (236001-237000)
Llista d'asteroides del 236.001 al 237.000, amb data de descoberta i descobridor. És un fragment de la llista d'asteroides completa. Als asteroides se'ls dona un número quan es confirma la seva òrbita, per tant apareixen llistats aproximadament segons la data de descobriment.

## 236001-236100
| Nom    | Designació provisional | Data de descobriment | Lloc de descobriment | Descobridor/s        |
| ------ | ---------------------- | -------------------- | -------------------- | -------------------- |
| 236001 | 2005 GB23              | 1 d'abril de 2005    | Anderson Mesa        | LONEOS               |
| 236002 | 2005 GW23              | 2 d'abril de 2005    | Mount Lemmon         | Mt. Lemmon Survey    |
| 236003 | 2005 GA24              | 2 d'abril de 2005    | Mount Lemmon         | Mt. Lemmon Survey    |
| 236004 | 2005 GE27              | 3 d'abril de 2005    | Palomar              | NEAT                 |
| 236005 | 2005 GG29              | 4 d'abril de 2005    | Kitt Peak            | Spacewatch           |
| 236006 | 2005 GQ31              | 4 d'abril de 2005    | Catalina             | CSS                  |
| 236007 | 2005 GA41              | 4 d'abril de 2005    | Socorro              | LINEAR               |
| 236008 | 2005 GE45              | 5 d'abril de 2005    | Palomar              | NEAT                 |
| 236009 | 2005 GC48              | 5 d'abril de 2005    | Mount Lemmon         | Mt. Lemmon Survey    |
| 236010 | 2005 GA71              | 4 d'abril de 2005    | Kitt Peak            | Spacewatch           |
| 236011 | 2005 GN72              | 4 d'abril de 2005    | Catalina             | CSS                  |
| 236012 | 2005 GA78              | 6 d'abril de 2005    | Catalina             | CSS                  |
| 236013 | 2005 GU80              | 7 d'abril de 2005    | Mount Lemmon         | Mt. Lemmon Survey    |
| 236014 | 2005 GC82              | 4 d'abril de 2005    | Kitt Peak            | Spacewatch           |
| 236015 | 2005 GM89              | 5 d'abril de 2005    | Mount Lemmon         | Mt. Lemmon Survey    |
| 236016 | 2005 GJ94              | 6 d'abril de 2005    | Kitt Peak            | Spacewatch           |
| 236017 | 2005 GD95              | 6 d'abril de 2005    | Kitt Peak            | Spacewatch           |
| 236018 | 2005 GV96              | 6 d'abril de 2005    | Mount Lemmon         | Mt. Lemmon Survey    |
| 236019 | 2005 GT98              | 7 d'abril de 2005    | Kitt Peak            | Spacewatch           |
| 236020 | 2005 GH105             | 10 d'abril de 2005   | Kitt Peak            | Spacewatch           |
| 236021 | 2005 GR112             | 6 d'abril de 2005    | Kitt Peak            | Spacewatch           |
| 236022 | 2005 GL121             | 5 d'abril de 2005    | Kitt Peak            | Spacewatch           |
| 236023 | 2005 GK122             | 6 d'abril de 2005    | Mount Lemmon         | Mt. Lemmon Survey    |
| 236024 | 2005 GQ128             | 3 d'abril de 2005    | Siding Spring        | Siding Spring Survey |
| 236025 | 2005 GN133             | 10 d'abril de 2005   | Kitt Peak            | Spacewatch           |
| 236026 | 2005 GG139             | 12 d'abril de 2005   | Mount Lemmon         | Mt. Lemmon Survey    |
| 236027 | 2005 GM141             | 6 d'abril de 2005    | Kitt Peak            | Spacewatch           |
| 236028 | 2005 GZ147             | 11 d'abril de 2005   | Kitt Peak            | Spacewatch           |
| 236029 | 2005 GA152             | 12 d'abril de 2005   | Kitt Peak            | Spacewatch           |
| 236030 | 2005 GL154             | 9 d'abril de 2005    | Socorro              | LINEAR               |
| 236031 | 2005 GV160             | 13 d'abril de 2005   | Anderson Mesa        | LONEOS               |
| 236032 | 2005 GY166             | 11 d'abril de 2005   | Junk Bond            | Junk Bond            |
| 236033 | 2005 GQ170             | 12 d'abril de 2005   | Socorro              | LINEAR               |
| 236034 | 2005 GS170             | 12 d'abril de 2005   | Anderson Mesa        | LONEOS               |
| 236035 | 2005 GA171             | 12 d'abril de 2005   | Mount Lemmon         | Mt. Lemmon Survey    |
| 236036 | 2005 GW171             | 13 d'abril de 2005   | Anderson Mesa        | LONEOS               |
| 236037 | 2005 GD179             | 12 d'abril de 2005   | Anderson Mesa        | LONEOS               |
| 236038 | 2005 GW179             | 5 d'abril de 2005    | Catalina             | CSS                  |
| 236039 | 2005 GJ181             | 12 d'abril de 2005   | Kitt Peak            | Spacewatch           |
| 236040 | 2005 GP182             | 1 d'abril de 2005    | Kitt Peak            | Spacewatch           |
| 236041 | 2005 GN210             | 12 d'abril de 2005   | Anderson Mesa        | LONEOS               |
| 236042 | 2005 GA220             | 4 d'abril de 2005    | Mount Lemmon         | Mt. Lemmon Survey    |
| 236043 | 2005 GU221             | 7 d'abril de 2005    | Kitt Peak            | Spacewatch           |
| 236044 | 2005 GG222             | 9 d'abril de 2005    | Kitt Peak            | Spacewatch           |
| 236045 | 2005 HU1               | 16 d'abril de 2005   | Vail-Jarnac          | Jarnac               |
| 236046 | 2005 HC2               | 16 d'abril de 2005   | Kitt Peak            | Spacewatch           |
| 236047 | 2005 HL7               | 30 d'abril de 2005   | Kitt Peak            | Spacewatch           |
| 236048 | 2005 JV2               | 3 de maig de 2005    | Kitt Peak            | Spacewatch           |
| 236049 | 2005 JO4               | 1 de maig de 2005    | Kitt Peak            | Spacewatch           |
| 236050 | 2005 JL5               | 6 de maig de 2005    | Catalina             | CSS                  |
| 236051 | 2005 JV13              | 1 de maig de 2005    | Palomar              | NEAT                 |
| 236052 | 2005 JQ19              | 4 de maig de 2005    | Kitt Peak            | Spacewatch           |
| 236053 | 2005 JJ20              | 4 de maig de 2005    | Catalina             | CSS                  |
| 236054 | 2005 JJ22              | 8 de maig de 2005    | Mayhill              | A. Lowe              |
| 236055 | 2005 JD23              | 2 de maig de 2005    | Kitt Peak            | Spacewatch           |
| 236056 | 2005 JK23              | 2 de maig de 2005    | Bergisch Gladbac     | W. Bickel            |
| 236057 | 2005 JN26              | 3 de maig de 2005    | Kitt Peak            | Spacewatch           |
| 236058 | 2005 JE29              | 3 de maig de 2005    | Kitt Peak            | Spacewatch           |
| 236059 | 2005 JH38              | 6 de maig de 2005    | Kitt Peak            | Spacewatch           |
| 236060 | 2005 JY46              | 3 de maig de 2005    | Kitt Peak            | Spacewatch           |
| 236061 | 2005 JF64              | 10 de maig de 2005   | Mayhill              | A. Lowe              |
| 236062 | 2005 JV64              | 4 de maig de 2005    | Kitt Peak            | Spacewatch           |
| 236063 | 2005 JB67              | 4 de maig de 2005    | Catalina             | CSS                  |
| 236064 | 2005 JA71              | 7 de maig de 2005    | Catalina             | CSS                  |
| 236065 | 2005 JZ76              | 9 de maig de 2005    | Catalina             | CSS                  |
| 236066 | 2005 JU80              | 9 de maig de 2005    | Catalina             | CSS                  |
| 236067 | 2005 JQ84              | 8 de maig de 2005    | Catalina             | CSS                  |
| 236068 | 2005 JV88              | 10 de maig de 2005   | Catalina             | CSS                  |
| 236069 | 2005 JZ98              | 9 de maig de 2005    | Mount Lemmon         | Mt. Lemmon Survey    |
| 236070 | 2005 JT100             | 9 de maig de 2005    | Anderson Mesa        | LONEOS               |
| 236071 | 2005 JU102             | 9 de maig de 2005    | Catalina             | CSS                  |
| 236072 | 2005 JK121             | 10 de maig de 2005   | Kitt Peak            | Spacewatch           |
| 236073 | 2005 JK122             | 11 de maig de 2005   | Palomar              | NEAT                 |
| 236074 | 2005 JW126             | 12 de maig de 2005   | Mount Lemmon         | Mt. Lemmon Survey    |
| 236075 | 2005 JH136             | 11 de maig de 2005   | Catalina             | CSS                  |
| 236076 | 2005 JR137             | 13 de maig de 2005   | Kitt Peak            | Spacewatch           |
| 236077 | 2005 JM148             | 6 de maig de 2005    | Catalina             | CSS                  |
| 236078 | 2005 JF150             | 3 de maig de 2005    | Kitt Peak            | Spacewatch           |
| 236079 | 2005 JK158             | 6 de maig de 2005    | Catalina             | CSS                  |
| 236080 | 2005 JZ158             | 7 de maig de 2005    | Kitt Peak            | Spacewatch           |
| 236081 | 2005 JY160             | 8 de maig de 2005    | Kitt Peak            | Spacewatch           |
| 236082 | 2005 JE176             | 4 de maig de 2005    | Catalina             | CSS                  |
| 236083 | 2005 JA185             | 1 de maig de 2005    | Siding Spring        | Siding Spring Survey |
| 236084 | 2005 KJ                | 16 de maig de 2005   | Kitt Peak            | Spacewatch           |
| 236085 | 2005 KO3               | 17 de maig de 2005   | Mount Lemmon         | Mt. Lemmon Survey    |
| 236086 | 2005 KW11              | 29 de maig de 2005   | Reedy Creek          | J. Broughton         |
| 236087 | 2005 LH2               | 2 de juny de 2005    | Catalina             | CSS                  |
| 236088 | 2005 LZ10              | 3 de juny de 2005    | Kitt Peak            | Spacewatch           |
| 236089 | 2005 LB41              | 10 de juny de 2005   | Kitt Peak            | Spacewatch           |
| 236090 | 2005 LM45              | 13 de juny de 2005   | Kitt Peak            | Spacewatch           |
| 236091 | 2005 LO51              | 14 de juny de 2005   | Kitt Peak            | Spacewatch           |
| 236092 | 2005 MN10              | 27 de juny de 2005   | Kitt Peak            | Spacewatch           |
| 236093 | 2005 MQ10              | 27 de juny de 2005   | Kitt Peak            | Spacewatch           |
| 236094 | 2005 MV34              | 29 de juny de 2005   | Palomar              | NEAT                 |
| 236095 | 2005 NB                | 1 de juliol de 2005  | Socorro              | LINEAR               |
| 236096 | 2005 NM36              | 6 de juliol de 2005  | Kitt Peak            | Spacewatch           |
| 236097 | 2005 NS88              | 4 de juliol de 2005  | Mount Lemmon         | Mt. Lemmon Survey    |
| 236098 | 2005 OD8               | 30 de juliol de 2005 | Socorro              | LINEAR               |
| 236099 | 2005 OV28              | 27 de juliol de 2005 | Siding Spring        | Siding Spring Survey |
| 236100 | 2005 PY14              | 4 d'agost de 2005    | Palomar              | NEAT                 |

## 236101-236200
| Nom                    | Designació provisional | Data de descobriment   | Lloc de descobriment | Descobridor/s        |
| ---------------------- | ---------------------- | ---------------------- | -------------------- | -------------------- |
| 236101                 | 2005 QK2               | 24 d'agost de 2005     | Palomar              | NEAT                 |
| 236102                 | 2005 QQ51              | 27 d'agost de 2005     | Kitt Peak            | Spacewatch           |
| 236103                 | 2005 QQ53              | 28 d'agost de 2005     | Kitt Peak            | Spacewatch           |
| 236104                 | 2005 QJ71              | 29 d'agost de 2005     | Socorro              | LINEAR               |
| 236105                 | 2005 QJ75              | 29 d'agost de 2005     | Kitt Peak            | Spacewatch           |
| 236106                 | 2005 QU84              | 30 d'agost de 2005     | Socorro              | LINEAR               |
| 236107                 | 2005 QE94              | 27 d'agost de 2005     | Palomar              | NEAT                 |
| 236108                 | 2005 QB96              | 27 d'agost de 2005     | Haleakala            | NEAT                 |
| 236109                 | 2005 QG113             | 27 d'agost de 2005     | Palomar              | NEAT                 |
| 236110                 | 2005 QO190             | 28 d'agost de 2005     | Siding Spring        | Siding Spring Survey |
| 236111 Wolfgangbüttner | 2005 RW4               | 7 de setembre de 2005  | Radebeul             | M. Fiedler           |
| 236112                 | 2005 SP7               | 24 de setembre de 2005 | Kitt Peak            | Spacewatch           |
| 236113                 | 2005 SC21              | 26 de setembre de 2005 | Goodricke-Pigott     | R. A. Tucker         |
| 236114                 | 2005 SL61              | 26 de setembre de 2005 | Kitt Peak            | Spacewatch           |
| 236115                 | 2005 SZ103             | 25 de setembre de 2005 | Palomar              | NEAT                 |
| 236116                 | 2005 SX104             | 25 de setembre de 2005 | Palomar              | NEAT                 |
| 236117                 | 2005 SA112             | 26 de setembre de 2005 | Palomar              | NEAT                 |
| 236118                 | 2005 SJ116             | 27 de setembre de 2005 | Kitt Peak            | Spacewatch           |
| 236119                 | 2005 SE124             | 29 de setembre de 2005 | Anderson Mesa        | LONEOS               |
| 236120                 | 2005 SS137             | 24 de setembre de 2005 | Kitt Peak            | Spacewatch           |
| 236121                 | 2005 SZ143             | 25 de setembre de 2005 | Kitt Peak            | Spacewatch           |
| 236122                 | 2005 SQ151             | 25 de setembre de 2005 | Kitt Peak            | Spacewatch           |
| 236123                 | 2005 SQ157             | 26 de setembre de 2005 | Kitt Peak            | Spacewatch           |
| 236124                 | 2005 SZ190             | 29 de setembre de 2005 | Goodricke-Pigott     | R. A. Tucker         |
| 236125                 | 2005 SA215             | 30 de setembre de 2005 | Catalina             | CSS                  |
| 236126                 | 2005 SB272             | 27 de setembre de 2005 | Socorro              | LINEAR               |
| 236127                 | 2005 SH291             | 23 de setembre de 2005 | Kitt Peak            | Spacewatch           |
| 236128                 | 2005 TK14              | 2 d'octubre de 2005    | Palomar              | NEAT                 |
| 236129                 | 2005 TJ17              | 1 d'octubre de 2005    | Catalina             | CSS                  |
| 236130                 | 2005 TW24              | 1 d'octubre de 2005    | Mount Lemmon         | Mt. Lemmon Survey    |
| 236131                 | 2005 TM29              | 2 d'octubre de 2005    | Anderson Mesa        | LONEOS               |
| 236132                 | 2005 TB40              | 1 d'octubre de 2005    | Kitt Peak            | Spacewatch           |
| 236133                 | 2005 TC45              | 5 d'octubre de 2005    | Mount Lemmon         | Mt. Lemmon Survey    |
| 236134                 | 2005 TX57              | 1 d'octubre de 2005    | Mount Lemmon         | Mt. Lemmon Survey    |
| 236135                 | 2005 TE112             | 7 d'octubre de 2005    | Kitt Peak            | Spacewatch           |
| 236136                 | 2005 TH168             | 9 d'octubre de 2005    | Kitt Peak            | Spacewatch           |
| 236137                 | 2005 TN180             | 1 d'octubre de 2005    | Kitt Peak            | Spacewatch           |
| 236138                 | 2005 UJ4               | 25 d'octubre de 2005   | Goodricke-Pigott     | R. A. Tucker         |
| 236139                 | 2005 UE17              | 22 d'octubre de 2005   | Kitt Peak            | Spacewatch           |
| 236140                 | 2005 US18              | 22 d'octubre de 2005   | Kitt Peak            | Spacewatch           |
| 236141                 | 2005 UG52              | 23 d'octubre de 2005   | Catalina             | CSS                  |
| 236142                 | 2005 UC64              | 25 d'octubre de 2005   | Catalina             | CSS                  |
| 236143                 | 2005 UM96              | 22 d'octubre de 2005   | Kitt Peak            | Spacewatch           |
| 236144                 | 2005 UU103             | 22 d'octubre de 2005   | Kitt Peak            | Spacewatch           |
| 236145                 | 2005 UK105             | 22 d'octubre de 2005   | Kitt Peak            | Spacewatch           |
| 236146                 | 2005 UA109             | 22 d'octubre de 2005   | Palomar              | NEAT                 |
| 236147                 | 2005 UG151             | 26 d'octubre de 2005   | Kitt Peak            | Spacewatch           |
| 236148                 | 2005 UT152             | 26 d'octubre de 2005   | Kitt Peak            | Spacewatch           |
| 236149                 | 2005 UD171             | 24 d'octubre de 2005   | Kitt Peak            | Spacewatch           |
| 236150                 | 2005 UN177             | 24 d'octubre de 2005   | Kitt Peak            | Spacewatch           |
| 236151                 | 2005 UU199             | 25 d'octubre de 2005   | Kitt Peak            | Spacewatch           |
| 236152                 | 2005 UF222             | 25 d'octubre de 2005   | Kitt Peak            | Spacewatch           |
| 236153                 | 2005 UC233             | 25 d'octubre de 2005   | Kitt Peak            | Spacewatch           |
| 236154                 | 2005 UM245             | 25 d'octubre de 2005   | Kitt Peak            | Spacewatch           |
| 236155                 | 2005 UL251             | 23 d'octubre de 2005   | Palomar              | NEAT                 |
| 236156                 | 2005 UL291             | 26 d'octubre de 2005   | Kitt Peak            | Spacewatch           |
| 236157                 | 2005 UB344             | 29 d'octubre de 2005   | Kitt Peak            | Spacewatch           |
| 236158                 | 2005 UY353             | 29 d'octubre de 2005   | Catalina             | CSS                  |
| 236159                 | 2005 UR355             | 29 d'octubre de 2005   | Mount Lemmon         | Mt. Lemmon Survey    |
| 236160                 | 2005 UM371             | 27 d'octubre de 2005   | Mount Lemmon         | Mt. Lemmon Survey    |
| 236161                 | 2005 UQ409             | 31 d'octubre de 2005   | Socorro              | LINEAR               |
| 236162                 | 2005 UE427             | 28 d'octubre de 2005   | Kitt Peak            | Spacewatch           |
| 236163                 | 2005 UW432             | 28 d'octubre de 2005   | Mount Lemmon         | Mt. Lemmon Survey    |
| 236164                 | 2005 UU445             | 31 d'octubre de 2005   | Mount Lemmon         | Mt. Lemmon Survey    |
| 236165                 | 2005 UR453             | 29 d'octubre de 2005   | Mount Lemmon         | Mt. Lemmon Survey    |
| 236166                 | 2005 UN454             | 26 d'octubre de 2005   | Anderson Mesa        | LONEOS               |
| 236167                 | 2005 US459             | 27 d'octubre de 2005   | Mount Lemmon         | Mt. Lemmon Survey    |
| 236168                 | 2005 UF461             | 28 d'octubre de 2005   | Mount Lemmon         | Mt. Lemmon Survey    |
| 236169                 | 2005 UD473             | 30 d'octubre de 2005   | Mount Lemmon         | Mt. Lemmon Survey    |
| 236170 Cholnoky        | 2005 VP7               | 9 de novembre de 2005  | Piszkesteto          | Piszkesteto          |
| 236171                 | 2005 VK14              | 3 de novembre de 2005  | Socorro              | LINEAR               |
| 236172                 | 2005 VY29              | 4 de novembre de 2005  | Kitt Peak            | Spacewatch           |
| 236173                 | 2005 VU32              | 4 de novembre de 2005  | Kitt Peak            | Spacewatch           |
| 236174                 | 2005 VV32              | 4 de novembre de 2005  | Kitt Peak            | Spacewatch           |
| 236175                 | 2005 VD37              | 3 de novembre de 2005  | Catalina             | CSS                  |
| 236176                 | 2005 VP38              | 3 de novembre de 2005  | Mount Lemmon         | Mt. Lemmon Survey    |
| 236177                 | 2005 VS56              | 4 de novembre de 2005  | Mount Lemmon         | Mt. Lemmon Survey    |
| 236178                 | 2005 VS60              | 5 de novembre de 2005  | Kitt Peak            | Spacewatch           |
| 236179                 | 2005 VN78              | 6 de novembre de 2005  | Anderson Mesa        | LONEOS               |
| 236180                 | 2005 VT80              | 5 de novembre de 2005  | Socorro              | LINEAR               |
| 236181                 | 2005 VP81              | 5 de novembre de 2005  | Kitt Peak            | Spacewatch           |
| 236182                 | 2005 VB116             | 11 de novembre de 2005 | Kitt Peak            | Spacewatch           |
| 236183                 | 2005 VC119             | 4 de novembre de 2005  | Kitt Peak            | Spacewatch           |
| 236184                 | 2005 WX3               | 23 de novembre de 2005 | Socorro              | LINEAR               |
| 236185                 | 2005 WV4               | 17 de novembre de 2005 | Palomar              | NEAT                 |
| 236186                 | 2005 WN15              | 22 de novembre de 2005 | Kitt Peak            | Spacewatch           |
| 236187                 | 2005 WG18              | 22 de novembre de 2005 | Kitt Peak            | Spacewatch           |
| 236188                 | 2005 WD33              | 21 de novembre de 2005 | Catalina             | CSS                  |
| 236189                 | 2005 WK36              | 22 de novembre de 2005 | Kitt Peak            | Spacewatch           |
| 236190                 | 2005 WT38              | 22 de novembre de 2005 | Kitt Peak            | Spacewatch           |
| 236191                 | 2005 WM40              | 25 de novembre de 2005 | Mount Lemmon         | Mt. Lemmon Survey    |
| 236192                 | 2005 WD43              | 21 de novembre de 2005 | Kitt Peak            | Spacewatch           |
| 236193                 | 2005 WC47              | 25 de novembre de 2005 | Kitt Peak            | Spacewatch           |
| 236194                 | 2005 WD57              | 20 de novembre de 2005 | Gnosca               | S. Sposetti          |
| 236195                 | 2005 WX58              | 30 de novembre de 2005 | Kitt Peak            | Spacewatch           |
| 236196                 | 2005 WY58              | 30 de novembre de 2005 | Socorro              | LINEAR               |
| 236197                 | 2005 WM71              | 21 de novembre de 2005 | Kitt Peak            | Spacewatch           |
| 236198                 | 2005 WY78              | 25 de novembre de 2005 | Kitt Peak            | Spacewatch           |
| 236199                 | 2005 WJ79              | 25 de novembre de 2005 | Kitt Peak            | Spacewatch           |
| 236200                 | 2005 WA80              | 25 de novembre de 2005 | Kitt Peak            | Spacewatch           |

## 236201-236300
| Nom    | Designació provisional | Data de descobriment   | Lloc de descobriment | Descobridor/s     |
| ------ | ---------------------- | ---------------------- | -------------------- | ----------------- |
| 236201 | 2005 WF81              | 26 de novembre de 2005 | Mount Lemmon         | Mt. Lemmon Survey |
| 236202 | 2005 WK91              | 28 de novembre de 2005 | Catalina             | CSS               |
| 236203 | 2005 WU101             | 29 de novembre de 2005 | Socorro              | LINEAR            |
| 236204 | 2005 WL104             | 28 de novembre de 2005 | Catalina             | CSS               |
| 236205 | 2005 WJ106             | 25 de novembre de 2005 | Kitt Peak            | Spacewatch        |
| 236206 | 2005 WB118             | 28 de novembre de 2005 | Catalina             | CSS               |
| 236207 | 2005 WJ119             | 28 de novembre de 2005 | Socorro              | LINEAR            |
| 236208 | 2005 WS121             | 30 de novembre de 2005 | Socorro              | LINEAR            |
| 236209 | 2005 WT122             | 25 de novembre de 2005 | Mount Lemmon         | Mt. Lemmon Survey |
| 236210 | 2005 WC144             | 30 de novembre de 2005 | Kitt Peak            | Spacewatch        |
| 236211 | 2005 WZ150             | 28 de novembre de 2005 | Socorro              | LINEAR            |
| 236212 | 2005 WW156             | 30 de novembre de 2005 | Socorro              | LINEAR            |
| 236213 | 2005 WW157             | 25 de novembre de 2005 | Mount Lemmon         | Mt. Lemmon Survey |
| 236214 | 2005 WZ157             | 26 de novembre de 2005 | Socorro              | LINEAR            |
| 236215 | 2005 WQ166             | 29 de novembre de 2005 | Mount Lemmon         | Mt. Lemmon Survey |
| 236216 | 2005 WQ171             | 30 de novembre de 2005 | Kitt Peak            | Spacewatch        |
| 236217 | 2005 WB176             | 30 de novembre de 2005 | Kitt Peak            | Spacewatch        |
| 236218 | 2005 WT176             | 30 de novembre de 2005 | Kitt Peak            | Spacewatch        |
| 236219 | 2005 WX183             | 28 de novembre de 2005 | Socorro              | LINEAR            |
| 236220 | 2005 WJ184             | 28 de novembre de 2005 | Socorro              | LINEAR            |
| 236221 | 2005 WP188             | 30 de novembre de 2005 | Kitt Peak            | Spacewatch        |
| 236222 | 2005 WT193             | 28 de novembre de 2005 | Socorro              | LINEAR            |
| 236223 | 2005 WA202             | 29 de novembre de 2005 | Kitt Peak            | Spacewatch        |
| 236224 | 2005 XE2               | 1 de desembre de 2005  | Socorro              | LINEAR            |
| 236225 | 2005 XE29              | 2 de desembre de 2005  | Socorro              | LINEAR            |
| 236226 | 2005 XL55              | 5 de desembre de 2005  | Catalina             | CSS               |
| 236227 | 2005 XP61              | 4 de desembre de 2005  | Kitt Peak            | Spacewatch        |
| 236228 | 2005 XK67              | 5 de desembre de 2005  | Mount Lemmon         | Mt. Lemmon Survey |
| 236229 | 2005 XC69              | 6 de desembre de 2005  | Kitt Peak            | Spacewatch        |
| 236230 | 2005 XM75              | 6 de desembre de 2005  | Kitt Peak            | Spacewatch        |
| 236231 | 2005 XX79              | 6 de desembre de 2005  | Kitt Peak            | Spacewatch        |
| 236232 | 2005 XD112             | 2 de desembre de 2005  | Kitt Peak            | M. W. Buie        |
| 236233 | 2005 YT4               | 21 de desembre de 2005 | Kitt Peak            | Spacewatch        |
| 236234 | 2005 YJ18              | 23 de desembre de 2005 | Kitt Peak            | Spacewatch        |
| 236235 | 2005 YT28              | 22 de desembre de 2005 | Kitt Peak            | Spacewatch        |
| 236236 | 2005 YB37              | 26 de desembre de 2005 | 7300                 | W. K. Y. Yeung    |
| 236237 | 2005 YJ42              | 24 de desembre de 2005 | Kitt Peak            | Spacewatch        |
| 236238 | 2005 YU47              | 26 de desembre de 2005 | Catalina             | CSS               |
| 236239 | 2005 YF49              | 22 de desembre de 2005 | Kitt Peak            | Spacewatch        |
| 236240 | 2005 YX51              | 26 de desembre de 2005 | Mount Lemmon         | Mt. Lemmon Survey |
| 236241 | 2005 YA52              | 26 de desembre de 2005 | Mount Lemmon         | Mt. Lemmon Survey |
| 236242 | 2005 YH66              | 25 de desembre de 2005 | Kitt Peak            | Spacewatch        |
| 236243 | 2005 YQ76              | 24 de desembre de 2005 | Kitt Peak            | Spacewatch        |
| 236244 | 2005 YL89              | 26 de desembre de 2005 | Mount Lemmon         | Mt. Lemmon Survey |
| 236245 | 2005 YD90              | 26 de desembre de 2005 | Mount Lemmon         | Mt. Lemmon Survey |
| 236246 | 2005 YE91              | 26 de desembre de 2005 | Mount Lemmon         | Mt. Lemmon Survey |
| 236247 | 2005 YH91              | 26 de desembre de 2005 | Mount Lemmon         | Mt. Lemmon Survey |
| 236248 | 2005 YT92              | 27 de desembre de 2005 | Mount Lemmon         | Mt. Lemmon Survey |
| 236249 | 2005 YS97              | 24 de desembre de 2005 | Kitt Peak            | Spacewatch        |
| 236250 | 2005 YB113             | 25 de desembre de 2005 | Mount Lemmon         | Mt. Lemmon Survey |
| 236251 | 2005 YM113             | 25 de desembre de 2005 | Kitt Peak            | Spacewatch        |
| 236252 | 2005 YR119             | 27 de desembre de 2005 | Kitt Peak            | Spacewatch        |
| 236253 | 2005 YQ125             | 26 de desembre de 2005 | Kitt Peak            | Spacewatch        |
| 236254 | 2005 YS135             | 26 de desembre de 2005 | Kitt Peak            | Spacewatch        |
| 236255 | 2005 YO141             | 28 de desembre de 2005 | Mount Lemmon         | Mt. Lemmon Survey |
| 236256 | 2005 YX141             | 28 de desembre de 2005 | Mount Lemmon         | Mt. Lemmon Survey |
| 236257 | 2005 YK143             | 28 de desembre de 2005 | Mount Lemmon         | Mt. Lemmon Survey |
| 236258 | 2005 YX143             | 28 de desembre de 2005 | Mount Lemmon         | Mt. Lemmon Survey |
| 236259 | 2005 YF144             | 28 de desembre de 2005 | Mount Lemmon         | Mt. Lemmon Survey |
| 236260 | 2005 YC150             | 25 de desembre de 2005 | Kitt Peak            | Spacewatch        |
| 236261 | 2005 YD153             | 28 de desembre de 2005 | Mount Lemmon         | Mt. Lemmon Survey |
| 236262 | 2005 YQ153             | 29 de desembre de 2005 | Socorro              | LINEAR            |
| 236263 | 2005 YV153             | 29 de desembre de 2005 | Socorro              | LINEAR            |
| 236264 | 2005 YX163             | 28 de desembre de 2005 | Kitt Peak            | Spacewatch        |
| 236265 | 2005 YR164             | 29 de desembre de 2005 | Kitt Peak            | Spacewatch        |
| 236266 | 2005 YS181             | 24 de desembre de 2005 | Socorro              | LINEAR            |
| 236267 | 2005 YC182             | 29 de desembre de 2005 | Socorro              | LINEAR            |
| 236268 | 2005 YJ184             | 27 de desembre de 2005 | Kitt Peak            | Spacewatch        |
| 236269 | 2005 YN191             | 30 de desembre de 2005 | Kitt Peak            | Spacewatch        |
| 236270 | 2005 YZ192             | 30 de desembre de 2005 | Kitt Peak            | Spacewatch        |
| 236271 | 2005 YK193             | 30 de desembre de 2005 | Kitt Peak            | Spacewatch        |
| 236272 | 2005 YL196             | 24 de desembre de 2005 | Kitt Peak            | Spacewatch        |
| 236273 | 2005 YB204             | 25 de desembre de 2005 | Mount Lemmon         | Mt. Lemmon Survey |
| 236274 | 2005 YB225             | 25 de desembre de 2005 | Kitt Peak            | Spacewatch        |
| 236275 | 2005 YG241             | 29 de desembre de 2005 | Kitt Peak            | Spacewatch        |
| 236276 | 2005 YU243             | 30 de desembre de 2005 | Kitt Peak            | Spacewatch        |
| 236277 | 2005 YS247             | 30 de desembre de 2005 | Kitt Peak            | Spacewatch        |
| 236278 | 2005 YE251             | 28 de desembre de 2005 | Kitt Peak            | Spacewatch        |
| 236279 | 2005 YM268             | 25 de desembre de 2005 | Mount Lemmon         | Mt. Lemmon Survey |
| 236280 | 2005 YH291             | 26 de desembre de 2005 | Mount Lemmon         | Mt. Lemmon Survey |
| 236281 | 2006 AH1               | 2 de gener de 2006     | Mount Lemmon         | Mt. Lemmon Survey |
| 236282 | 2006 AF11              | 4 de gener de 2006     | Mount Lemmon         | Mt. Lemmon Survey |
| 236283 | 2006 AL11              | 4 de gener de 2006     | Catalina             | CSS               |
| 236284 | 2006 AV12              | 5 de gener de 2006     | Catalina             | CSS               |
| 236285 | 2006 AF14              | 5 de gener de 2006     | Mount Lemmon         | Mt. Lemmon Survey |
| 236286 | 2006 AY37              | 4 de gener de 2006     | Kitt Peak            | Spacewatch        |
| 236287 | 2006 AD38              | 6 de gener de 2006     | Mount Lemmon         | Mt. Lemmon Survey |
| 236288 | 2006 AQ43              | 7 de gener de 2006     | Kitt Peak            | Spacewatch        |
| 236289 | 2006 AW52              | 5 de gener de 2006     | Kitt Peak            | Spacewatch        |
| 236290 | 2006 AP55              | 5 de gener de 2006     | Kitt Peak            | Spacewatch        |
| 236291 | 2006 AC56              | 6 de gener de 2006     | Mount Lemmon         | Mt. Lemmon Survey |
| 236292 | 2006 AD57              | 8 de gener de 2006     | Anderson Mesa        | LONEOS            |
| 236293 | 2006 AF57              | 8 de gener de 2006     | Kitt Peak            | Spacewatch        |
| 236294 | 2006 AS63              | 6 de gener de 2006     | Mount Lemmon         | Mt. Lemmon Survey |
| 236295 | 2006 AE66              | 8 de gener de 2006     | Mount Lemmon         | Mt. Lemmon Survey |
| 236296 | 2006 AU71              | 6 de gener de 2006     | Kitt Peak            | Spacewatch        |
| 236297 | 2006 AR73              | 8 de gener de 2006     | Mount Lemmon         | Mt. Lemmon Survey |
| 236298 | 2006 AK74              | 5 de gener de 2006     | Anderson Mesa        | LONEOS            |
| 236299 | 2006 AC78              | 8 de gener de 2006     | Mount Lemmon         | Mt. Lemmon Survey |
| 236300 | 2006 AH91              | 7 de gener de 2006     | Kitt Peak            | Spacewatch        |

## 236301-236400
| Nom    | Designació provisional | Data de descobriment | Lloc de descobriment | Descobridor/s     |
| ------ | ---------------------- | -------------------- | -------------------- | ----------------- |
| 236301 | 2006 AA96              | 10 de gener de 2006  | Kitt Peak            | Spacewatch        |
| 236302 | 2006 AA98              | 4 de gener de 2006   | Kitt Peak            | Spacewatch        |
| 236303 | 2006 AT100             | 6 de gener de 2006   | Kitt Peak            | Spacewatch        |
| 236304 | 2006 AJ106             | 10 de gener de 2006  | Mount Lemmon         | Mt. Lemmon Survey |
| 236305 | 2006 BU                | 19 de gener de 2006  | Vallemare Borbon     | V. S. Casulli     |
| 236306 | 2006 BM1               | 20 de gener de 2006  | Kitt Peak            | Spacewatch        |
| 236307 | 2006 BF9               | 24 de gener de 2006  | Piszkesteto          | K. Sarneczky      |
| 236308 | 2006 BH9               | 18 de gener de 2006  | Catalina             | CSS               |
| 236309 | 2006 BL9               | 21 de gener de 2006  | Anderson Mesa        | LONEOS            |
| 236310 | 2006 BU20              | 22 de gener de 2006  | Mount Lemmon         | Mt. Lemmon Survey |
| 236311 | 2006 BX21              | 22 de gener de 2006  | Mount Lemmon         | Mt. Lemmon Survey |
| 236312 | 2006 BV22              | 22 de gener de 2006  | Mount Lemmon         | Mt. Lemmon Survey |
| 236313 | 2006 BA24              | 23 de gener de 2006  | Socorro              | LINEAR            |
| 236314 | 2006 BA32              | 20 de gener de 2006  | Kitt Peak            | Spacewatch        |
| 236315 | 2006 BJ34              | 21 de gener de 2006  | Kitt Peak            | Spacewatch        |
| 236316 | 2006 BO38              | 23 de gener de 2006  | Mount Lemmon         | Mt. Lemmon Survey |
| 236317 | 2006 BR45              | 23 de gener de 2006  | Mount Lemmon         | Mt. Lemmon Survey |
| 236318 | 2006 BF47              | 24 de gener de 2006  | Socorro              | LINEAR            |
| 236319 | 2006 BL54              | 25 de gener de 2006  | Kitt Peak            | Spacewatch        |
| 236320 | 2006 BO56              | 22 de gener de 2006  | Mount Lemmon         | Mt. Lemmon Survey |
| 236321 | 2006 BR61              | 22 de gener de 2006  | Catalina             | CSS               |
| 236322 | 2006 BS71              | 23 de gener de 2006  | Kitt Peak            | Spacewatch        |
| 236323 | 2006 BF81              | 23 de gener de 2006  | Kitt Peak            | Spacewatch        |
| 236324 | 2006 BK81              | 23 de gener de 2006  | Kitt Peak            | Spacewatch        |
| 236325 | 2006 BK82              | 23 de gener de 2006  | Mount Lemmon         | Mt. Lemmon Survey |
| 236326 | 2006 BR82              | 24 de gener de 2006  | Kitt Peak            | Spacewatch        |
| 236327 | 2006 BG84              | 25 de gener de 2006  | Kitt Peak            | Spacewatch        |
| 236328 | 2006 BW87              | 25 de gener de 2006  | Kitt Peak            | Spacewatch        |
| 236329 | 2006 BD90              | 25 de gener de 2006  | Kitt Peak            | Spacewatch        |
| 236330 | 2006 BA92              | 26 de gener de 2006  | Mount Lemmon         | Mt. Lemmon Survey |
| 236331 | 2006 BF93              | 26 de gener de 2006  | Kitt Peak            | Spacewatch        |
| 236332 | 2006 BT93              | 26 de gener de 2006  | Kitt Peak            | Spacewatch        |
| 236333 | 2006 BF95              | 26 de gener de 2006  | Kitt Peak            | Spacewatch        |
| 236334 | 2006 BE102             | 23 de gener de 2006  | Mount Lemmon         | Mt. Lemmon Survey |
| 236335 | 2006 BZ111             | 25 de gener de 2006  | Kitt Peak            | Spacewatch        |
| 236336 | 2006 BA117             | 26 de gener de 2006  | Kitt Peak            | Spacewatch        |
| 236337 | 2006 BF117             | 26 de gener de 2006  | Kitt Peak            | Spacewatch        |
| 236338 | 2006 BF119             | 26 de gener de 2006  | Kitt Peak            | Spacewatch        |
| 236339 | 2006 BV125             | 26 de gener de 2006  | Kitt Peak            | Spacewatch        |
| 236340 | 2006 BW125             | 26 de gener de 2006  | Catalina             | CSS               |
| 236341 | 2006 BG126             | 26 de gener de 2006  | Kitt Peak            | Spacewatch        |
| 236342 | 2006 BQ127             | 26 de gener de 2006  | Kitt Peak            | Spacewatch        |
| 236343 | 2006 BV131             | 26 de gener de 2006  | Kitt Peak            | Spacewatch        |
| 236344 | 2006 BM132             | 26 de gener de 2006  | Kitt Peak            | Spacewatch        |
| 236345 | 2006 BR135             | 27 de gener de 2006  | Mount Lemmon         | Mt. Lemmon Survey |
| 236346 | 2006 BT138             | 28 de gener de 2006  | Mount Lemmon         | Mt. Lemmon Survey |
| 236347 | 2006 BX140             | 23 de gener de 2006  | Kitt Peak            | Spacewatch        |
| 236348 | 2006 BA154             | 25 de gener de 2006  | Anderson Mesa        | LONEOS            |
| 236349 | 2006 BC156             | 25 de gener de 2006  | Kitt Peak            | Spacewatch        |
| 236350 | 2006 BP156             | 25 de gener de 2006  | Kitt Peak            | Spacewatch        |
| 236351 | 2006 BB157             | 25 de gener de 2006  | Kitt Peak            | Spacewatch        |
| 236352 | 2006 BE157             | 25 de gener de 2006  | Kitt Peak            | Spacewatch        |
| 236353 | 2006 BB162             | 26 de gener de 2006  | Catalina             | CSS               |
| 236354 | 2006 BJ166             | 26 de gener de 2006  | Mount Lemmon         | Mt. Lemmon Survey |
| 236355 | 2006 BY166             | 26 de gener de 2006  | Mount Lemmon         | Mt. Lemmon Survey |
| 236356 | 2006 BE179             | 27 de gener de 2006  | Mount Lemmon         | Mt. Lemmon Survey |
| 236357 | 2006 BH184             | 28 de gener de 2006  | Mount Lemmon         | Mt. Lemmon Survey |
| 236358 | 2006 BV189             | 28 de gener de 2006  | Kitt Peak            | Spacewatch        |
| 236359 | 2006 BE194             | 30 de gener de 2006  | Kitt Peak            | Spacewatch        |
| 236360 | 2006 BM197             | 30 de gener de 2006  | Kitt Peak            | Spacewatch        |
| 236361 | 2006 BR197             | 30 de gener de 2006  | Kitt Peak            | Spacewatch        |
| 236362 | 2006 BG209             | 31 de gener de 2006  | Mount Lemmon         | Mt. Lemmon Survey |
| 236363 | 2006 BK219             | 28 de gener de 2006  | Mount Lemmon         | Mt. Lemmon Survey |
| 236364 | 2006 BK220             | 30 de gener de 2006  | Kitt Peak            | Spacewatch        |
| 236365 | 2006 BM237             | 31 de gener de 2006  | Kitt Peak            | Spacewatch        |
| 236366 | 2006 BL250             | 31 de gener de 2006  | Kitt Peak            | Spacewatch        |
| 236367 | 2006 BM255             | 31 de gener de 2006  | Kitt Peak            | Spacewatch        |
| 236368 | 2006 BY256             | 31 de gener de 2006  | Kitt Peak            | Spacewatch        |
| 236369 | 2006 BT267             | 26 de gener de 2006  | Catalina             | CSS               |
| 236370 | 2006 BE275             | 26 de gener de 2006  | Mount Lemmon         | Mt. Lemmon Survey |
| 236371 | 2006 BD277             | 30 de gener de 2006  | Kitt Peak            | Spacewatch        |
| 236372 | 2006 BW278             | 26 de gener de 2006  | Kitt Peak            | Spacewatch        |
| 236373 | 2006 BY280             | 23 de gener de 2006  | Kitt Peak            | Spacewatch        |
| 236374 | 2006 CO1               | 1 de febrer de 2006  | Kitt Peak            | Spacewatch        |
| 236375 | 2006 CT6               | 1 de febrer de 2006  | Mount Lemmon         | Mt. Lemmon Survey |
| 236376 | 2006 CB16              | 1 de febrer de 2006  | Kitt Peak            | Spacewatch        |
| 236377 | 2006 CR18              | 1 de febrer de 2006  | Mount Lemmon         | Mt. Lemmon Survey |
| 236378 | 2006 CD23              | 1 de febrer de 2006  | Kitt Peak            | Spacewatch        |
| 236379 | 2006 CL29              | 2 de febrer de 2006  | Kitt Peak            | Spacewatch        |
| 236380 | 2006 CJ62              | 6 de febrer de 2006  | Catalina             | CSS               |
| 236381 | 2006 CR65              | 6 de febrer de 2006  | Mount Lemmon         | Mt. Lemmon Survey |
| 236382 | 2006 CZ65              | 6 de febrer de 2006  | Kitt Peak            | Spacewatch        |
| 236383 | 2006 DH5               | 20 de febrer de 2006 | Catalina             | CSS               |
| 236384 | 2006 DH14              | 22 de febrer de 2006 | Catalina             | CSS               |
| 236385 | 2006 DO14              | 23 de febrer de 2006 | Powell               | R. Trentman       |
| 236386 | 2006 DF16              | 20 de febrer de 2006 | Kitt Peak            | Spacewatch        |
| 236387 | 2006 DV20              | 20 de febrer de 2006 | Catalina             | CSS               |
| 236388 | 2006 DK27              | 20 de febrer de 2006 | Kitt Peak            | Spacewatch        |
| 236389 | 2006 DZ29              | 20 de febrer de 2006 | Kitt Peak            | Spacewatch        |
| 236390 | 2006 DA32              | 20 de febrer de 2006 | Mount Lemmon         | Mt. Lemmon Survey |
| 236391 | 2006 DK35              | 20 de febrer de 2006 | Mount Lemmon         | Mt. Lemmon Survey |
| 236392 | 2006 DP36              | 20 de febrer de 2006 | Mount Lemmon         | Mt. Lemmon Survey |
| 236393 | 2006 DH37              | 20 de febrer de 2006 | Kitt Peak            | Spacewatch        |
| 236394 | 2006 DE38              | 21 de febrer de 2006 | Anderson Mesa        | LONEOS            |
| 236395 | 2006 DE39              | 21 de febrer de 2006 | Mount Lemmon         | Mt. Lemmon Survey |
| 236396 | 2006 DV43              | 20 de febrer de 2006 | Kitt Peak            | Spacewatch        |
| 236397 | 2006 DD52              | 24 de febrer de 2006 | Catalina             | CSS               |
| 236398 | 2006 DZ58              | 24 de febrer de 2006 | Kitt Peak            | Spacewatch        |
| 236399 | 2006 DM59              | 24 de febrer de 2006 | Mount Lemmon         | Mt. Lemmon Survey |
| 236400 | 2006 DH60              | 24 de febrer de 2006 | Kitt Peak            | Spacewatch        |

## 236401-236500
| Nom              | Designació provisional | Data de descobriment | Lloc de descobriment | Descobridor/s        |
| ---------------- | ---------------------- | -------------------- | -------------------- | -------------------- |
| 236401           | 2006 DW61              | 21 de febrer de 2006 | Catalina             | CSS                  |
| 236402           | 2006 DY61              | 22 de febrer de 2006 | Anderson Mesa        | LONEOS               |
| 236403           | 2006 DS64              | 20 de febrer de 2006 | Catalina             | CSS                  |
| 236404           | 2006 DU64              | 20 de febrer de 2006 | Catalina             | CSS                  |
| 236405           | 2006 DF68              | 22 de febrer de 2006 | Socorro              | LINEAR               |
| 236406           | 2006 DH73              | 22 de febrer de 2006 | Mount Lemmon         | Mt. Lemmon Survey    |
| 236407           | 2006 DC74              | 23 de febrer de 2006 | Kitt Peak            | Spacewatch           |
| 236408           | 2006 DH74              | 23 de febrer de 2006 | Anderson Mesa        | LONEOS               |
| 236409           | 2006 DC80              | 24 de febrer de 2006 | Kitt Peak            | Spacewatch           |
| 236410           | 2006 DG80              | 24 de febrer de 2006 | Kitt Peak            | Spacewatch           |
| 236411           | 2006 DU80              | 24 de febrer de 2006 | Kitt Peak            | Spacewatch           |
| 236412           | 2006 DN84              | 24 de febrer de 2006 | Kitt Peak            | Spacewatch           |
| 236413           | 2006 DC85              | 24 de febrer de 2006 | Kitt Peak            | Spacewatch           |
| 236414           | 2006 DG90              | 24 de febrer de 2006 | Kitt Peak            | Spacewatch           |
| 236415           | 2006 DP91              | 24 de febrer de 2006 | Kitt Peak            | Spacewatch           |
| 236416           | 2006 DO92              | 24 de febrer de 2006 | Kitt Peak            | Spacewatch           |
| 236417           | 2006 DA93              | 24 de febrer de 2006 | Kitt Peak            | Spacewatch           |
| 236418           | 2006 DR93              | 24 de febrer de 2006 | Kitt Peak            | Spacewatch           |
| 236419           | 2006 DH94              | 24 de febrer de 2006 | Kitt Peak            | Spacewatch           |
| 236420           | 2006 DM96              | 24 de febrer de 2006 | Kitt Peak            | Spacewatch           |
| 236421           | 2006 DU96              | 24 de febrer de 2006 | Kitt Peak            | Spacewatch           |
| 236422           | 2006 DC97              | 24 de febrer de 2006 | Mount Lemmon         | Mt. Lemmon Survey    |
| 236423           | 2006 DW101             | 25 de febrer de 2006 | Kitt Peak            | Spacewatch           |
| 236424           | 2006 DO102             | 25 de febrer de 2006 | Mount Lemmon         | Mt. Lemmon Survey    |
| 236425           | 2006 DF103             | 25 de febrer de 2006 | Mount Lemmon         | Mt. Lemmon Survey    |
| 236426           | 2006 DS114             | 27 de febrer de 2006 | Kitt Peak            | Spacewatch           |
| 236427           | 2006 DX115             | 27 de febrer de 2006 | Kitt Peak            | Spacewatch           |
| 236428           | 2006 DZ115             | 27 de febrer de 2006 | Kitt Peak            | Spacewatch           |
| 236429           | 2006 DJ119             | 20 de febrer de 2006 | Socorro              | LINEAR               |
| 236430           | 2006 DB122             | 22 de febrer de 2006 | Catalina             | CSS                  |
| 236431           | 2006 DM126             | 25 de febrer de 2006 | Kitt Peak            | Spacewatch           |
| 236432           | 2006 DF132             | 25 de febrer de 2006 | Kitt Peak            | Spacewatch           |
| 236433           | 2006 DG135             | 25 de febrer de 2006 | Mount Lemmon         | Mt. Lemmon Survey    |
| 236434           | 2006 DX140             | 25 de febrer de 2006 | Kitt Peak            | Spacewatch           |
| 236435           | 2006 DH155             | 25 de febrer de 2006 | Kitt Peak            | Spacewatch           |
| 236436           | 2006 DQ155             | 25 de febrer de 2006 | Kitt Peak            | Spacewatch           |
| 236437           | 2006 DJ166             | 27 de febrer de 2006 | Kitt Peak            | Spacewatch           |
| 236438           | 2006 DC174             | 27 de febrer de 2006 | Kitt Peak            | Spacewatch           |
| 236439           | 2006 DW174             | 27 de febrer de 2006 | Kitt Peak            | Spacewatch           |
| 236440           | 2006 DL188             | 27 de febrer de 2006 | Kitt Peak            | Spacewatch           |
| 236441           | 2006 DB197             | 24 de febrer de 2006 | Catalina             | CSS                  |
| 236442           | 2006 DD199             | 23 de febrer de 2006 | Anderson Mesa        | LONEOS               |
| 236443           | 2006 DO200             | 24 de febrer de 2006 | Catalina             | CSS                  |
| 236444           | 2006 DA204             | 24 de febrer de 2006 | Catalina             | CSS                  |
| 236445           | 2006 DC207             | 25 de febrer de 2006 | Mount Lemmon         | Mt. Lemmon Survey    |
| 236446           | 2006 DZ207             | 25 de febrer de 2006 | Kitt Peak            | Spacewatch           |
| 236447           | 2006 DC208             | 25 de febrer de 2006 | Kitt Peak            | Spacewatch           |
| 236448           | 2006 DY211             | 24 de febrer de 2006 | Kitt Peak            | Spacewatch           |
| 236449           | 2006 DV215             | 25 de febrer de 2006 | Kitt Peak            | Spacewatch           |
| 236450           | 2006 EH6               | 2 de març de 2006    | Kitt Peak            | Spacewatch           |
| 236451           | 2006 EX10              | 2 de març de 2006    | Kitt Peak            | Spacewatch           |
| 236452           | 2006 EA19              | 2 de març de 2006    | Mount Lemmon         | Mt. Lemmon Survey    |
| 236453           | 2006 EW21              | 3 de març de 2006    | Kitt Peak            | Spacewatch           |
| 236454           | 2006 ED22              | 3 de març de 2006    | Kitt Peak            | Spacewatch           |
| 236455           | 2006 ES32              | 3 de març de 2006    | Mount Lemmon         | Mt. Lemmon Survey    |
| 236456           | 2006 EC52              | 4 de març de 2006    | Mount Lemmon         | Mt. Lemmon Survey    |
| 236457           | 2006 EZ56              | 5 de març de 2006    | Kitt Peak            | Spacewatch           |
| 236458           | 2006 EM57              | 5 de març de 2006    | Kitt Peak            | Spacewatch           |
| 236459           | 2006 EF58              | 5 de març de 2006    | Kitt Peak            | Spacewatch           |
| 236460           | 2006 EY64              | 5 de març de 2006    | Kitt Peak            | Spacewatch           |
| 236461           | 2006 EP66              | 6 de març de 2006    | Kitt Peak            | Spacewatch           |
| 236462           | 2006 ER72              | 5 de març de 2006    | Kitt Peak            | Spacewatch           |
| 236463 Bretécher | 2006 FF                | 18 de març de 2006   | Nogales              | J.-C. Merlin         |
| 236464           | 2006 FQ                | 22 de març de 2006   | Catalina             | CSS                  |
| 236465           | 2006 FO1               | 21 de març de 2006   | Mount Lemmon         | Mt. Lemmon Survey    |
| 236466           | 2006 FQ1               | 21 de març de 2006   | Mount Lemmon         | Mt. Lemmon Survey    |
| 236467           | 2006 FB7               | 23 de març de 2006   | Kitt Peak            | Spacewatch           |
| 236468           | 2006 FY7               | 23 de març de 2006   | Kitt Peak            | Spacewatch           |
| 236469           | 2006 FF8               | 23 de març de 2006   | Mount Lemmon         | Mt. Lemmon Survey    |
| 236470           | 2006 FE11              | 23 de març de 2006   | Kitt Peak            | Spacewatch           |
| 236471           | 2006 FF11              | 23 de març de 2006   | Kitt Peak            | Spacewatch           |
| 236472           | 2006 FS14              | 23 de març de 2006   | Kitt Peak            | Spacewatch           |
| 236473           | 2006 FO18              | 23 de març de 2006   | Kitt Peak            | Spacewatch           |
| 236474           | 2006 FK19              | 23 de març de 2006   | Mount Lemmon         | Mt. Lemmon Survey    |
| 236475           | 2006 FT20              | 24 de març de 2006   | Bergisch Gladbac     | W. Bickel            |
| 236476           | 2006 FX22              | 24 de març de 2006   | Kitt Peak            | Spacewatch           |
| 236477           | 2006 FO23              | 24 de març de 2006   | Kitt Peak            | Spacewatch           |
| 236478           | 2006 FL26              | 24 de març de 2006   | Mount Lemmon         | Mt. Lemmon Survey    |
| 236479           | 2006 FU32              | 25 de març de 2006   | Kitt Peak            | Spacewatch           |
| 236480           | 2006 FC33              | 25 de març de 2006   | Mount Lemmon         | Mt. Lemmon Survey    |
| 236481           | 2006 FM34              | 24 de març de 2006   | Catalina             | CSS                  |
| 236482           | 2006 FO34              | 24 de març de 2006   | Siding Spring        | Siding Spring Survey |
| 236483           | 2006 FW34              | 25 de març de 2006   | Palomar              | NEAT                 |
| 236484 Luchijen  | 2006 FQ35              | 28 de març de 2006   | Lulin                | Q.-z. Ye             |
| 236485           | 2006 FK36              | 25 de març de 2006   | Mount Lemmon         | Mt. Lemmon Survey    |
| 236486           | 2006 FS36              | 21 de març de 2006   | Socorro              | LINEAR               |
| 236487           | 2006 FR40              | 26 de març de 2006   | Kitt Peak            | Spacewatch           |
| 236488           | 2006 FY40              | 26 de març de 2006   | Kitt Peak            | Spacewatch           |
| 236489           | 2006 FO44              | 23 de març de 2006   | Kitt Peak            | Spacewatch           |
| 236490           | 2006 FP54              | 26 de març de 2006   | Mount Lemmon         | Mt. Lemmon Survey    |
| 236491           | 2006 GE2               | 2 d'abril de 2006    | Reedy Creek          | J. Broughton         |
| 236492           | 2006 GG3               | 7 d'abril de 2006    | Ottmarsheim          | C. Rinner            |
| 236493           | 2006 GF12              | 2 d'abril de 2006    | Kitt Peak            | Spacewatch           |
| 236494           | 2006 GJ12              | 2 d'abril de 2006    | Kitt Peak            | Spacewatch           |
| 236495           | 2006 GJ14              | 2 d'abril de 2006    | Kitt Peak            | Spacewatch           |
| 236496           | 2006 GB19              | 2 d'abril de 2006    | Kitt Peak            | Spacewatch           |
| 236497           | 2006 GU20              | 2 d'abril de 2006    | Kitt Peak            | Spacewatch           |
| 236498           | 2006 GX20              | 2 d'abril de 2006    | Kitt Peak            | Spacewatch           |
| 236499           | 2006 GP21              | 2 d'abril de 2006    | Mount Lemmon         | Mt. Lemmon Survey    |
| 236500           | 2006 GA23              | 2 d'abril de 2006    | Kitt Peak            | Spacewatch           |

## 236501-236600
| Nom    | Designació provisional | Data de descobriment | Lloc de descobriment | Descobridor/s        |
| ------ | ---------------------- | -------------------- | -------------------- | -------------------- |
| 236501 | 2006 GT26              | 2 d'abril de 2006    | Kitt Peak            | Spacewatch           |
| 236502 | 2006 GR28              | 2 d'abril de 2006    | Kitt Peak            | Spacewatch           |
| 236503 | 2006 GO30              | 2 d'abril de 2006    | Mount Lemmon         | Mt. Lemmon Survey    |
| 236504 | 2006 GC31              | 2 d'abril de 2006    | Kitt Peak            | Spacewatch           |
| 236505 | 2006 GQ34              | 7 d'abril de 2006    | Catalina             | CSS                  |
| 236506 | 2006 GS36              | 8 d'abril de 2006    | Kitt Peak            | Spacewatch           |
| 236507 | 2006 GU36              | 8 d'abril de 2006    | Kitt Peak            | Spacewatch           |
| 236508 | 2006 GO38              | 4 d'abril de 2006    | Crni Vrh             | Crni Vrh             |
| 236509 | 2006 GK41              | 7 d'abril de 2006    | Catalina             | CSS                  |
| 236510 | 2006 GA43              | 13 d'abril de 2006   | Palomar              | NEAT                 |
| 236511 | 2006 GL45              | 7 d'abril de 2006    | Kitt Peak            | Spacewatch           |
| 236512 | 2006 GL46              | 8 d'abril de 2006    | Kitt Peak            | Spacewatch           |
| 236513 | 2006 GE47              | 9 d'abril de 2006    | Kitt Peak            | Spacewatch           |
| 236514 | 2006 GB48              | 9 d'abril de 2006    | Kitt Peak            | Spacewatch           |
| 236515 | 2006 GF48              | 9 d'abril de 2006    | Kitt Peak            | Spacewatch           |
| 236516 | 2006 GR48              | 9 d'abril de 2006    | Kitt Peak            | Spacewatch           |
| 236517 | 2006 GH49              | 2 d'abril de 2006    | Catalina             | CSS                  |
| 236518 | 2006 GL50              | 9 d'abril de 2006    | Catalina             | CSS                  |
| 236519 | 2006 GV52              | 8 d'abril de 2006    | Anderson Mesa        | LONEOS               |
| 236520 | 2006 HA3               | 18 d'abril de 2006   | Kitt Peak            | Spacewatch           |
| 236521 | 2006 HG3               | 18 d'abril de 2006   | Kitt Peak            | Spacewatch           |
| 236522 | 2006 HQ4               | 19 d'abril de 2006   | Anderson Mesa        | LONEOS               |
| 236523 | 2006 HA5               | 19 d'abril de 2006   | Mount Lemmon         | Mt. Lemmon Survey    |
| 236524 | 2006 HT5               | 19 d'abril de 2006   | Kitt Peak            | Spacewatch           |
| 236525 | 2006 HS9               | 19 d'abril de 2006   | Kitt Peak            | Spacewatch           |
| 236526 | 2006 HE11              | 19 d'abril de 2006   | Kitt Peak            | Spacewatch           |
| 236527 | 2006 HP11              | 19 d'abril de 2006   | Kitt Peak            | Spacewatch           |
| 236528 | 2006 HV12              | 19 d'abril de 2006   | Kitt Peak            | Spacewatch           |
| 236529 | 2006 HL13              | 19 d'abril de 2006   | Palomar              | NEAT                 |
| 236530 | 2006 HF16              | 20 d'abril de 2006   | Kitt Peak            | Spacewatch           |
| 236531 | 2006 HK19              | 18 d'abril de 2006   | Kitt Peak            | Spacewatch           |
| 236532 | 2006 HV25              | 20 d'abril de 2006   | Kitt Peak            | Spacewatch           |
| 236533 | 2006 HB26              | 20 d'abril de 2006   | Kitt Peak            | Spacewatch           |
| 236534 | 2006 HD29              | 21 d'abril de 2006   | Catalina             | CSS                  |
| 236535 | 2006 HM30              | 20 d'abril de 2006   | Catalina             | CSS                  |
| 236536 | 2006 HR34              | 19 d'abril de 2006   | Catalina             | CSS                  |
| 236537 | 2006 HH35              | 19 d'abril de 2006   | Mount Lemmon         | Mt. Lemmon Survey    |
| 236538 | 2006 HB38              | 21 d'abril de 2006   | Kitt Peak            | Spacewatch           |
| 236539 | 2006 HU38              | 21 d'abril de 2006   | Kitt Peak            | Spacewatch           |
| 236540 | 2006 HW38              | 21 d'abril de 2006   | Kitt Peak            | Spacewatch           |
| 236541 | 2006 HN42              | 23 d'abril de 2006   | Socorro              | LINEAR               |
| 236542 | 2006 HM43              | 24 d'abril de 2006   | Mount Lemmon         | Mt. Lemmon Survey    |
| 236543 | 2006 HK45              | 25 d'abril de 2006   | Kitt Peak            | Spacewatch           |
| 236544 | 2006 HH46              | 25 d'abril de 2006   | Catalina             | CSS                  |
| 236545 | 2006 HD47              | 20 d'abril de 2006   | Kitt Peak            | Spacewatch           |
| 236546 | 2006 HG47              | 21 d'abril de 2006   | Catalina             | CSS                  |
| 236547 | 2006 HH47              | 21 d'abril de 2006   | Catalina             | CSS                  |
| 236548 | 2006 HW48              | 24 d'abril de 2006   | Anderson Mesa        | LONEOS               |
| 236549 | 2006 HD51              | 24 d'abril de 2006   | Reedy Creek          | J. Broughton         |
| 236550 | 2006 HP51              | 26 d'abril de 2006   | Reedy Creek          | J. Broughton         |
| 236551 | 2006 HT52              | 18 d'abril de 2006   | Catalina             | CSS                  |
| 236552 | 2006 HA55              | 21 d'abril de 2006   | Catalina             | CSS                  |
| 236553 | 2006 HU58              | 21 d'abril de 2006   | Catalina             | CSS                  |
| 236554 | 2006 HX58              | 21 d'abril de 2006   | Siding Spring        | Siding Spring Survey |
| 236555 | 2006 HK59              | 21 d'abril de 2006   | Siding Spring        | Siding Spring Survey |
| 236556 | 2006 HV59              | 24 d'abril de 2006   | Anderson Mesa        | LONEOS               |
| 236557 | 2006 HB64              | 24 d'abril de 2006   | Kitt Peak            | Spacewatch           |
| 236558 | 2006 HH66              | 24 d'abril de 2006   | Kitt Peak            | Spacewatch           |
| 236559 | 2006 HZ68              | 24 d'abril de 2006   | Mount Lemmon         | Mt. Lemmon Survey    |
| 236560 | 2006 HO69              | 24 d'abril de 2006   | Anderson Mesa        | LONEOS               |
| 236561 | 2006 HZ74              | 25 d'abril de 2006   | Catalina             | CSS                  |
| 236562 | 2006 HD75              | 25 d'abril de 2006   | Kitt Peak            | Spacewatch           |
| 236563 | 2006 HL78              | 26 d'abril de 2006   | Mount Lemmon         | Mt. Lemmon Survey    |
| 236564 | 2006 HB80              | 26 d'abril de 2006   | Kitt Peak            | Spacewatch           |
| 236565 | 2006 HB81              | 26 d'abril de 2006   | Kitt Peak            | Spacewatch           |
| 236566 | 2006 HZ83              | 26 d'abril de 2006   | Kitt Peak            | Spacewatch           |
| 236567 | 2006 HB86              | 27 d'abril de 2006   | Kitt Peak            | Spacewatch           |
| 236568 | 2006 HQ86              | 27 d'abril de 2006   | Socorro              | LINEAR               |
| 236569 | 2006 HS88              | 30 d'abril de 2006   | Kitt Peak            | Spacewatch           |
| 236570 | 2006 HJ89              | 20 d'abril de 2006   | Anderson Mesa        | LONEOS               |
| 236571 | 2006 HV91              | 29 d'abril de 2006   | Kitt Peak            | Spacewatch           |
| 236572 | 2006 HK92              | 29 d'abril de 2006   | Kitt Peak            | Spacewatch           |
| 236573 | 2006 HS92              | 29 d'abril de 2006   | Kitt Peak            | Spacewatch           |
| 236574 | 2006 HG93              | 29 d'abril de 2006   | Kitt Peak            | Spacewatch           |
| 236575 | 2006 HS95              | 30 d'abril de 2006   | Kitt Peak            | Spacewatch           |
| 236576 | 2006 HL96              | 30 d'abril de 2006   | Kitt Peak            | Spacewatch           |
| 236577 | 2006 HV99              | 30 d'abril de 2006   | Kitt Peak            | Spacewatch           |
| 236578 | 2006 HW99              | 30 d'abril de 2006   | Kitt Peak            | Spacewatch           |
| 236579 | 2006 HE101             | 30 d'abril de 2006   | Kitt Peak            | Spacewatch           |
| 236580 | 2006 HR101             | 30 d'abril de 2006   | Kitt Peak            | Spacewatch           |
| 236581 | 2006 HL104             | 30 d'abril de 2006   | Kitt Peak            | Spacewatch           |
| 236582 | 2006 HT104             | 19 d'abril de 2006   | Anderson Mesa        | LONEOS               |
| 236583 | 2006 HX105             | 29 d'abril de 2006   | Siding Spring        | Siding Spring Survey |
| 236584 | 2006 HB106             | 30 d'abril de 2006   | Kitt Peak            | Spacewatch           |
| 236585 | 2006 HR111             | 29 d'abril de 2006   | Siding Spring        | Siding Spring Survey |
| 236586 | 2006 HQ117             | 29 d'abril de 2006   | Kitt Peak            | Spacewatch           |
| 236587 | 2006 HT119             | 30 d'abril de 2006   | Kitt Peak            | Spacewatch           |
| 236588 | 2006 HV120             | 30 d'abril de 2006   | Kitt Peak            | Spacewatch           |
| 236589 | 2006 HO121             | 30 d'abril de 2006   | Kitt Peak            | Spacewatch           |
| 236590 | 2006 HV121             | 30 d'abril de 2006   | Catalina             | CSS                  |
| 236591 | 2006 HW121             | 30 d'abril de 2006   | Catalina             | CSS                  |
| 236592 | 2006 HB128             | 29 d'abril de 2006   | Siding Spring        | Siding Spring Survey |
| 236593 | 2006 HD151             | 26 d'abril de 2006   | Kitt Peak            | Spacewatch           |
| 236594 | 2006 JS4               | 2 de maig de 2006    | Mount Lemmon         | Mt. Lemmon Survey    |
| 236595 | 2006 JX4               | 2 de maig de 2006    | Mount Lemmon         | Mt. Lemmon Survey    |
| 236596 | 2006 JN5               | 3 de maig de 2006    | Mount Lemmon         | Mt. Lemmon Survey    |
| 236597 | 2006 JB6               | 2 de maig de 2006    | Nyukasa              | Nyukasa              |
| 236598 | 2006 JT7               | 1 de maig de 2006    | Kitt Peak            | Spacewatch           |
| 236599 | 2006 JZ12              | 1 de maig de 2006    | Kitt Peak            | Spacewatch           |
| 236600 | 2006 JF16              | 2 de maig de 2006    | Mount Lemmon         | Mt. Lemmon Survey    |

## 236601-236700
| Nom         | Designació provisional | Data de descobriment   | Lloc de descobriment | Descobridor/s        |
| ----------- | ---------------------- | ---------------------- | -------------------- | -------------------- |
| 236601      | 2006 JZ16              | 2 de maig de 2006      | Kitt Peak            | Spacewatch           |
| 236602      | 2006 JM17              | 2 de maig de 2006      | Mount Lemmon         | Mt. Lemmon Survey    |
| 236603      | 2006 JM18              | 2 de maig de 2006      | Mount Lemmon         | Mt. Lemmon Survey    |
| 236604      | 2006 JT18              | 2 de maig de 2006      | Mount Lemmon         | Mt. Lemmon Survey    |
| 236605      | 2006 JM28              | 3 de maig de 2006      | Kitt Peak            | Spacewatch           |
| 236606      | 2006 JA29              | 3 de maig de 2006      | Kitt Peak            | Spacewatch           |
| 236607      | 2006 JP35              | 4 de maig de 2006      | Kitt Peak            | Spacewatch           |
| 236608      | 2006 JH39              | 6 de maig de 2006      | Mount Lemmon         | Mt. Lemmon Survey    |
| 236609      | 2006 JK40              | 7 de maig de 2006      | Mount Lemmon         | Mt. Lemmon Survey    |
| 236610      | 2006 JL42              | 2 de maig de 2006      | Kitt Peak            | Spacewatch           |
| 236611      | 2006 JQ42              | 2 de maig de 2006      | Kitt Peak            | Spacewatch           |
| 236612      | 2006 JL44              | 6 de maig de 2006      | Kitt Peak            | Spacewatch           |
| 236613      | 2006 JW44              | 7 de maig de 2006      | Mount Lemmon         | Mt. Lemmon Survey    |
| 236614      | 2006 JA46              | 9 de maig de 2006      | Mount Lemmon         | Mt. Lemmon Survey    |
| 236615      | 2006 JB48              | 5 de maig de 2006      | Kitt Peak            | Spacewatch           |
| 236616 Gray | 2006 JR61              | 1 de maig de 2006      | Mauna Kea            | P. A. Wiegert        |
| 236617      | 2006 JL63              | 1 de maig de 2006      | Kitt Peak            | M. W. Buie           |
| 236618      | 2006 JX79              | 8 de maig de 2006      | Mount Lemmon         | Mt. Lemmon Survey    |
| 236619      | 2006 KD                | 16 de maig de 2006     | Palomar              | NEAT                 |
| 236620      | 2006 KZ                | 18 de maig de 2006     | Palomar              | NEAT                 |
| 236621      | 2006 KX1               | 21 de maig de 2006     | Reedy Creek          | J. Broughton         |
| 236622      | 2006 KA2               | 17 de maig de 2006     | Palomar              | NEAT                 |
| 236623      | 2006 KF2               | 17 de maig de 2006     | Siding Spring        | Siding Spring Survey |
| 236624      | 2006 KR6               | 19 de maig de 2006     | Mount Lemmon         | Mt. Lemmon Survey    |
| 236625      | 2006 KT9               | 19 de maig de 2006     | Catalina             | CSS                  |
| 236626      | 2006 KD11              | 19 de maig de 2006     | Mount Lemmon         | Mt. Lemmon Survey    |
| 236627      | 2006 KU11              | 19 de maig de 2006     | Palomar              | NEAT                 |
| 236628      | 2006 KF15              | 20 de maig de 2006     | Catalina             | CSS                  |
| 236629      | 2006 KB19              | 21 de maig de 2006     | Kitt Peak            | Spacewatch           |
| 236630      | 2006 KY19              | 18 de maig de 2006     | Palomar              | NEAT                 |
| 236631      | 2006 KY20              | 20 de maig de 2006     | Catalina             | CSS                  |
| 236632      | 2006 KG21              | 21 de maig de 2006     | Mount Lemmon         | Mt. Lemmon Survey    |
| 236633      | 2006 KS23              | 18 de maig de 2006     | Catalina             | CSS                  |
| 236634      | 2006 KM32              | 20 de maig de 2006     | Kitt Peak            | Spacewatch           |
| 236635      | 2006 KS33              | 20 de maig de 2006     | Kitt Peak            | Spacewatch           |
| 236636      | 2006 KC35              | 20 de maig de 2006     | Kitt Peak            | Spacewatch           |
| 236637      | 2006 KK38              | 20 de maig de 2006     | Catalina             | CSS                  |
| 236638      | 2006 KQ38              | 24 de maig de 2006     | Vail-Jarnac          | Jarnac               |
| 236639      | 2006 KJ39              | 18 de maig de 2006     | Siding Spring        | Siding Spring Survey |
| 236640      | 2006 KL39              | 20 de maig de 2006     | Anderson Mesa        | LONEOS               |
| 236641      | 2006 KQ40              | 19 de maig de 2006     | Mount Lemmon         | Mt. Lemmon Survey    |
| 236642      | 2006 KQ42              | 20 de maig de 2006     | Kitt Peak            | Spacewatch           |
| 236643      | 2006 KC46              | 21 de maig de 2006     | Mount Lemmon         | Mt. Lemmon Survey    |
| 236644      | 2006 KM50              | 21 de maig de 2006     | Kitt Peak            | Spacewatch           |
| 236645      | 2006 KG51              | 21 de maig de 2006     | Mount Lemmon         | Mt. Lemmon Survey    |
| 236646      | 2006 KW61              | 22 de maig de 2006     | Kitt Peak            | Spacewatch           |
| 236647      | 2006 KX61              | 22 de maig de 2006     | Kitt Peak            | Spacewatch           |
| 236648      | 2006 KE71              | 22 de maig de 2006     | Kitt Peak            | Spacewatch           |
| 236649      | 2006 KJ73              | 23 de maig de 2006     | Kitt Peak            | Spacewatch           |
| 236650      | 2006 KM76              | 24 de maig de 2006     | Mount Lemmon         | Mt. Lemmon Survey    |
| 236651      | 2006 KK81              | 25 de maig de 2006     | Palomar              | NEAT                 |
| 236652      | 2006 KH85              | 19 de maig de 2006     | Anderson Mesa        | LONEOS               |
| 236653      | 2006 KN99              | 27 de maig de 2006     | Catalina             | CSS                  |
| 236654      | 2006 KV99              | 29 de maig de 2006     | Socorro              | LINEAR               |
| 236655      | 2006 KL104             | 26 de maig de 2006     | Mount Lemmon         | Mt. Lemmon Survey    |
| 236656      | 2006 KH113             | 19 de maig de 2006     | Catalina             | CSS                  |
| 236657      | 2006 KU114             | 28 de maig de 2006     | Siding Spring        | Siding Spring Survey |
| 236658      | 2006 KH116             | 29 de maig de 2006     | Kitt Peak            | Spacewatch           |
| 236659      | 2006 KZ116             | 29 de maig de 2006     | Kitt Peak            | Spacewatch           |
| 236660      | 2006 KQ117             | 31 de maig de 2006     | Mount Lemmon         | Mt. Lemmon Survey    |
| 236661      | 2006 KW123             | 24 de maig de 2006     | Anderson Mesa        | LONEOS               |
| 236662      | 2006 LJ                | 1 de juny de 2006      | Reedy Creek          | J. Broughton         |
| 236663      | 2006 LN2               | 4 de juny de 2006      | Socorro              | LINEAR               |
| 236664      | 2006 LB6               | 3 de juny de 2006      | Mount Lemmon         | Mt. Lemmon Survey    |
| 236665      | 2006 MJ1               | 17 de juny de 2006     | Kitt Peak            | Spacewatch           |
| 236666      | 2006 MJ7               | 18 de juny de 2006     | Kitt Peak            | Spacewatch           |
| 236667      | 2006 OG16              | 29 de juliol de 2006   | Reedy Creek          | J. Broughton         |
| 236668      | 2006 PJ                | 3 d'agost de 2006      | Pla D'Arguines       | R. Ferrando          |
| 236669      | 2006 PD1               | 14 d'agost de 2006     | Hibiscus             | S. F. Hoenig         |
| 236670      | 2006 PA23              | 7 d'agost de 2006      | Siding Spring        | Siding Spring Survey |
| 236671      | 2006 PQ32              | 15 d'agost de 2006     | Siding Spring        | Siding Spring Survey |
| 236672      | 2006 PK35              | 12 d'agost de 2006     | Palomar              | NEAT                 |
| 236673      | 2006 QC3               | 17 d'agost de 2006     | Palomar              | NEAT                 |
| 236674      | 2006 QA5               | 19 d'agost de 2006     | Kitt Peak            | Spacewatch           |
| 236675      | 2006 QN26              | 19 d'agost de 2006     | Kitt Peak            | Spacewatch           |
| 236676      | 2006 QN29              | 16 d'agost de 2006     | Siding Spring        | Siding Spring Survey |
| 236677      | 2006 QB33              | 22 d'agost de 2006     | Palomar              | NEAT                 |
| 236678      | 2006 QY44              | 19 d'agost de 2006     | Palomar              | NEAT                 |
| 236679      | 2006 QB60              | 19 d'agost de 2006     | Palomar              | NEAT                 |
| 236680      | 2006 QH64              | 26 d'agost de 2006     | Socorro              | LINEAR               |
| 236681      | 2006 QA100             | 24 d'agost de 2006     | Socorro              | LINEAR               |
| 236682      | 2006 QU104             | 28 d'agost de 2006     | Socorro              | LINEAR               |
| 236683      | 2006 QE111             | 28 d'agost de 2006     | Lulin                | H.-C. Lin, Q.-z. Ye  |
| 236684      | 2006 QZ134             | 27 d'agost de 2006     | Anderson Mesa        | LONEOS               |
| 236685      | 2006 RX30              | 15 de setembre de 2006 | Socorro              | LINEAR               |
| 236686      | 2006 RG91              | 15 de setembre de 2006 | Kitt Peak            | Spacewatch           |
| 236687      | 2006 SK42              | 18 de setembre de 2006 | Catalina             | CSS                  |
| 236688      | 2006 SF65              | 16 de setembre de 2006 | Kitt Peak            | Spacewatch           |
| 236689      | 2006 ST79              | 17 de setembre de 2006 | Catalina             | CSS                  |
| 236690      | 2006 SC186             | 25 de setembre de 2006 | Mount Lemmon         | Mt. Lemmon Survey    |
| 236691      | 2006 SK240             | 26 de setembre de 2006 | Kitt Peak            | Spacewatch           |
| 236692      | 2006 SS291             | 19 de setembre de 2006 | Siding Spring        | Siding Spring Survey |
| 236693      | 2006 UM22              | 16 d'octubre de 2006   | Mount Lemmon         | Mt. Lemmon Survey    |
| 236694      | 2006 UB65              | 16 d'octubre de 2006   | Kitt Peak            | Spacewatch           |
| 236695      | 2006 WY178             | 24 de novembre de 2006 | Catalina             | CSS                  |
| 236696      | 2007 DE53              | 19 de febrer de 2007   | Mount Lemmon         | Mt. Lemmon Survey    |
| 236697      | 2007 DH56              | 21 de febrer de 2007   | Mount Lemmon         | Mt. Lemmon Survey    |
| 236698      | 2007 DF72              | 21 de febrer de 2007   | Kitt Peak            | Spacewatch           |
| 236699      | 2007 EN9               | 9 de març de 2007      | Palomar              | NEAT                 |
| 236700      | 2007 EO28              | 9 de març de 2007      | Palomar              | NEAT                 |

## 236701-236800
| Nom                  | Designació provisional | Data de descobriment | Lloc de descobriment | Descobridor/s          |
| -------------------- | ---------------------- | -------------------- | -------------------- | ---------------------- |
| 236701               | 2007 EH38              | 11 de març de 2007   | Mount Lemmon         | Mt. Lemmon Survey      |
| 236702               | 2007 EG48              | 9 de març de 2007    | Kitt Peak            | Spacewatch             |
| 236703               | 2007 EL48              | 9 de març de 2007    | Kitt Peak            | Spacewatch             |
| 236704               | 2007 EM118             | 13 de març de 2007   | Mount Lemmon         | Mt. Lemmon Survey      |
| 236705               | 2007 ES124             | 14 de març de 2007   | Catalina             | CSS                    |
| 236706               | 2007 EL169             | 13 de març de 2007   | Kitt Peak            | Spacewatch             |
| 236707               | 2007 EK181             | 14 de març de 2007   | Kitt Peak            | Spacewatch             |
| 236708               | 2007 EA198             | 15 de març de 2007   | Kitt Peak            | Spacewatch             |
| 236709               | 2007 EG198             | 15 de març de 2007   | Mount Lemmon         | Mt. Lemmon Survey      |
| 236710               | 2007 EC213             | 14 de març de 2007   | Siding Spring        | Siding Spring Survey   |
| 236711               | 2007 FS                | 16 de març de 2007   | Anderson Mesa        | LONEOS                 |
| 236712               | 2007 FO7               | 16 de març de 2007   | Mount Lemmon         | Mt. Lemmon Survey      |
| 236713               | 2007 FE15              | 16 de març de 2007   | Kitt Peak            | Spacewatch             |
| 236714               | 2007 FJ22              | 20 de març de 2007   | Kitt Peak            | Spacewatch             |
| 236715               | 2007 FL31              | 20 de març de 2007   | Kitt Peak            | Spacewatch             |
| 236716               | 2007 FV42              | 20 de març de 2007   | Catalina             | CSS                    |
| 236717               | 2007 GL8               | 7 d'abril de 2007    | Mount Lemmon         | Mt. Lemmon Survey      |
| 236718               | 2007 GO8               | 7 d'abril de 2007    | Mount Lemmon         | Mt. Lemmon Survey      |
| 236719               | 2007 GP19              | 11 d'abril de 2007   | Kitt Peak            | Spacewatch             |
| 236720               | 2007 GO20              | 11 d'abril de 2007   | Mount Lemmon         | Mt. Lemmon Survey      |
| 236721               | 2007 GC22              | 11 d'abril de 2007   | Mount Lemmon         | Mt. Lemmon Survey      |
| 236722               | 2007 GE27              | 14 d'abril de 2007   | Kitt Peak            | Spacewatch             |
| 236723               | 2007 GW45              | 14 d'abril de 2007   | Kitt Peak            | Spacewatch             |
| 236724               | 2007 GL48              | 14 d'abril de 2007   | Kitt Peak            | Spacewatch             |
| 236725               | 2007 GA65              | 15 d'abril de 2007   | Kitt Peak            | Spacewatch             |
| 236726               | 2007 GP72              | 15 d'abril de 2007   | Mount Lemmon         | Mt. Lemmon Survey      |
| 236727               | 2007 HN3               | 16 d'abril de 2007   | Socorro              | LINEAR                 |
| 236728 Leandri       | 2007 HP14              | 19 d'abril de 2007   | Saint-Sulpice        | B. Christophe          |
| 236729               | 2007 HZ18              | 17 d'abril de 2007   | Anderson Mesa        | LONEOS                 |
| 236730               | 2007 HQ27              | 18 d'abril de 2007   | Kitt Peak            | Spacewatch             |
| 236731               | 2007 HZ32              | 19 d'abril de 2007   | Mount Lemmon         | Mt. Lemmon Survey      |
| 236732               | 2007 HK51              | 20 d'abril de 2007   | Kitt Peak            | Spacewatch             |
| 236733               | 2007 HY76              | 23 d'abril de 2007   | Kitt Peak            | Spacewatch             |
| 236734               | 2007 HZ88              | 22 d'abril de 2007   | Kitt Peak            | Spacewatch             |
| 236735               | 2007 HB89              | 22 d'abril de 2007   | Kitt Peak            | Spacewatch             |
| 236736               | 2007 JO9               | 9 de maig de 2007    | Catalina             | CSS                    |
| 236737               | 2007 JC18              | 8 de maig de 2007    | Kitt Peak            | Spacewatch             |
| 236738               | 2007 JD23              | 7 de maig de 2007    | Kitt Peak            | Spacewatch             |
| 236739               | 2007 JZ24              | 9 de maig de 2007    | Mount Lemmon         | Mt. Lemmon Survey      |
| 236740               | 2007 JL27              | 9 de maig de 2007    | Kitt Peak            | Spacewatch             |
| 236741               | 2007 JF29              | 10 de maig de 2007   | Mount Lemmon         | Mt. Lemmon Survey      |
| 236742               | 2007 JF32              | 12 de maig de 2007   | Mount Lemmon         | Mt. Lemmon Survey      |
| 236743 Zhejiangdaxue | 2007 JU34              | 7 de maig de 2007    | Lulin                | LUSS                   |
| 236744               | 2007 JZ41              | 14 de maig de 2007   | Siding Spring        | Siding Spring Survey   |
| 236745               | 2007 KS8               | 25 de maig de 2007   | Catalina             | CSS                    |
| 236746               | 2007 LP                | 8 de juny de 2007    | Vallemare Borbon     | V. S. Casulli          |
| 236747               | 2007 LR3               | 8 de juny de 2007    | Kitt Peak            | Spacewatch             |
| 236748               | 2007 LF4               | 8 de juny de 2007    | Kitt Peak            | Spacewatch             |
| 236749               | 2007 LF26              | 14 de juny de 2007   | Kitt Peak            | Spacewatch             |
| 236750               | 2007 LJ26              | 14 de juny de 2007   | Kitt Peak            | Spacewatch             |
| 236751               | 2007 LU32              | 14 de juny de 2007   | Kitt Peak            | Spacewatch             |
| 236752               | 2007 LL36              | 10 de juny de 2007   | Kitt Peak            | Spacewatch             |
| 236753               | 2007 MJ                | 16 de juny de 2007   | Tiki                 | S. F. Hoenig, N. Teamo |
| 236754               | 2007 MP1               | 16 de juny de 2007   | Kitt Peak            | Spacewatch             |
| 236755               | 2007 MY9               | 20 de juny de 2007   | Kitt Peak            | Spacewatch             |
| 236756               | 2007 MF21              | 21 de juny de 2007   | Mount Lemmon         | Mt. Lemmon Survey      |
| 236757               | 2007 MB23              | 22 de juny de 2007   | Kitt Peak            | Spacewatch             |
| 236758               | 2007 NC3               | 14 de juliol de 2007 | Tiki                 | S. F. Hoenig, N. Teamo |
| 236759               | 2007 NE4               | 10 de juliol de 2007 | Siding Spring        | Siding Spring Survey   |
| 236760               | 2007 NF4               | 10 de juliol de 2007 | Siding Spring        | Siding Spring Survey   |
| 236761               | 2007 NN4               | 14 de juliol de 2007 | Crni Vrh             | Crni Vrh               |
| 236762               | 2007 NT5               | 15 de juliol de 2007 | Siding Spring        | Siding Spring Survey   |
| 236763               | 2007 OD1               | 16 de juliol de 2007 | Socorro              | LINEAR                 |
| 236764               | 2007 OJ1               | 19 de juliol de 2007 | La Sagra             | La Sagra               |
| 236765               | 2007 OA2               | 19 de juliol de 2007 | La Sagra             | La Sagra               |
| 236766               | 2007 OB3               | 20 de juliol de 2007 | Reedy Creek          | J. Broughton           |
| 236767               | 2007 OP5               | 21 de juliol de 2007 | Lulin                | LUSS                   |
| 236768               | 2007 OJ6               | 18 de juliol de 2007 | Reedy Creek          | J. Broughton           |
| 236769               | 2007 OR6               | 21 de juliol de 2007 | Reedy Creek          | J. Broughton           |
| 236770               | 2007 ON7               | 25 de juliol de 2007 | Dauban               | Chante-Perdrix         |
| 236771               | 2007 PU                | 4 d'agost de 2007    | Reedy Creek          | J. Broughton           |
| 236772               | 2007 PP2               | 6 d'agost de 2007    | Lulin                | LUSS                   |
| 236773               | 2007 PD5               | 5 d'agost de 2007    | Socorro              | LINEAR                 |
| 236774               | 2007 PE5               | 5 d'agost de 2007    | Socorro              | LINEAR                 |
| 236775               | 2007 PG5               | 5 d'agost de 2007    | Socorro              | LINEAR                 |
| 236776               | 2007 PH10              | 9 d'agost de 2007    | Socorro              | LINEAR                 |
| 236777               | 2007 PL10              | 9 d'agost de 2007    | Socorro              | LINEAR                 |
| 236778               | 2007 PP10              | 9 d'agost de 2007    | Socorro              | LINEAR                 |
| 236779               | 2007 PX11              | 8 d'agost de 2007    | Socorro              | LINEAR                 |
| 236780               | 2007 PY11              | 9 d'agost de 2007    | Kitt Peak            | Spacewatch             |
| 236781               | 2007 PG15              | 8 d'agost de 2007    | Socorro              | LINEAR                 |
| 236782               | 2007 PD16              | 8 d'agost de 2007    | Socorro              | LINEAR                 |
| 236783               | 2007 PD20              | 9 d'agost de 2007    | Socorro              | LINEAR                 |
| 236784 Livorno       | 2007 PU27              | 12 d'agost de 2007   | San Marcello         | San Marcello           |
| 236785               | 2007 PN29              | 15 d'agost de 2007   | Zvezdno Obshtest     | F. Fratev              |
| 236786               | 2007 PN32              | 8 d'agost de 2007    | Socorro              | LINEAR                 |
| 236787               | 2007 PG33              | 10 d'agost de 2007   | Kitt Peak            | Spacewatch             |
| 236788               | 2007 PM35              | 9 d'agost de 2007    | XuYi                 | PMO Neo Survey Program |
| 236789               | 2007 PY35              | 12 d'agost de 2007   | Socorro              | LINEAR                 |
| 236790               | 2007 PW38              | 15 d'agost de 2007   | Socorro              | LINEAR                 |
| 236791               | 2007 PU39              | 13 d'agost de 2007   | Socorro              | LINEAR                 |
| 236792               | 2007 PS40              | 9 d'agost de 2007    | Socorro              | LINEAR                 |
| 236793               | 2007 PW41              | 6 d'agost de 2007    | Lulin                | LUSS                   |
| 236794               | 2007 PZ41              | 9 d'agost de 2007    | Socorro              | LINEAR                 |
| 236795               | 2007 PQ42              | 9 d'agost de 2007    | Kitt Peak            | Spacewatch             |
| 236796               | 2007 PC44              | 13 d'agost de 2007   | Socorro              | LINEAR                 |
| 236797               | 2007 PE50              | 11 d'agost de 2007   | Socorro              | LINEAR                 |
| 236798               | 2007 PG50              | 12 d'agost de 2007   | Socorro              | LINEAR                 |
| 236799               | 2007 PO50              | 10 d'agost de 2007   | Kitt Peak            | Spacewatch             |
| 236800 Broder        | 2007 QU3               | 24 d'agost de 2007   | Wildberg             | R. Apitzsch            |

## 236801-236900
| Nom                | Designació provisional | Data de descobriment   | Lloc de descobriment | Descobridor/s          |
| ------------------ | ---------------------- | ---------------------- | -------------------- | ---------------------- |
| 236801             | 2007 QC4               | 16 d'agost de 2007     | Socorro              | LINEAR                 |
| 236802             | 2007 QT7               | 21 d'agost de 2007     | Anderson Mesa        | LONEOS                 |
| 236803             | 2007 QZ7               | 21 d'agost de 2007     | Anderson Mesa        | LONEOS                 |
| 236804             | 2007 QY8               | 22 d'agost de 2007     | Socorro              | LINEAR                 |
| 236805             | 2007 QP10              | 23 d'agost de 2007     | Kitt Peak            | Spacewatch             |
| 236806             | 2007 RC2               | 4 de setembre de 2007  | Junk Bond            | D. Healy               |
| 236807             | 2007 RH9               | 2 de setembre de 2007  | Siding Spring        | K. Sarneczky, L. Kiss  |
| 236808             | 2007 RX12              | 11 de setembre de 2007 | Vicques              | M. Ory                 |
| 236809             | 2007 RW13              | 4 de setembre de 2007  | La Sagra             | La Sagra               |
| 236810             | 2007 RH14              | 9 de setembre de 2007  | Wildberg             | R. Apitzsch            |
| 236811             | 2007 RE16              | 12 de setembre de 2007 | Gaisberg             | R. Gierlinger          |
| 236812             | 2007 RS19              | 14 de setembre de 2007 | Desert Moon          | B. L. Stevens          |
| 236813             | 2007 RX20              | 3 de setembre de 2007  | Catalina             | CSS                    |
| 236814             | 2007 RL21              | 3 de setembre de 2007  | Catalina             | CSS                    |
| 236815             | 2007 RY21              | 3 de setembre de 2007  | Catalina             | CSS                    |
| 236816             | 2007 RV25              | 4 de setembre de 2007  | Mount Lemmon         | Mt. Lemmon Survey      |
| 236817             | 2007 RC28              | 4 de setembre de 2007  | Catalina             | CSS                    |
| 236818             | 2007 RA33              | 5 de setembre de 2007  | Catalina             | CSS                    |
| 236819             | 2007 RC33              | 5 de setembre de 2007  | Anderson Mesa        | LONEOS                 |
| 236820             | 2007 RK33              | 5 de setembre de 2007  | Catalina             | CSS                    |
| 236821             | 2007 RU38              | 8 de setembre de 2007  | Anderson Mesa        | LONEOS                 |
| 236822             | 2007 RW38              | 8 de setembre de 2007  | Anderson Mesa        | LONEOS                 |
| 236823             | 2007 RV42              | 9 de setembre de 2007  | Kitt Peak            | Spacewatch             |
| 236824             | 2007 RQ47              | 9 de setembre de 2007  | Mount Lemmon         | Mt. Lemmon Survey      |
| 236825             | 2007 RS52              | 9 de setembre de 2007  | Kitt Peak            | Spacewatch             |
| 236826             | 2007 RS53              | 9 de setembre de 2007  | Kitt Peak            | Spacewatch             |
| 236827             | 2007 RN59              | 10 de setembre de 2007 | Kitt Peak            | Spacewatch             |
| 236828             | 2007 RO61              | 10 de setembre de 2007 | Mount Lemmon         | Mt. Lemmon Survey      |
| 236829             | 2007 RM63              | 10 de setembre de 2007 | Mount Lemmon         | Mt. Lemmon Survey      |
| 236830             | 2007 RL67              | 10 de setembre de 2007 | Mount Lemmon         | Mt. Lemmon Survey      |
| 236831             | 2007 RE68              | 10 de setembre de 2007 | Kitt Peak            | Spacewatch             |
| 236832             | 2007 RA78              | 10 de setembre de 2007 | Mount Lemmon         | Mt. Lemmon Survey      |
| 236833             | 2007 RB78              | 10 de setembre de 2007 | Mount Lemmon         | Mt. Lemmon Survey      |
| 236834             | 2007 RH78              | 10 de setembre de 2007 | Mount Lemmon         | Mt. Lemmon Survey      |
| 236835             | 2007 RA79              | 10 de setembre de 2007 | Mount Lemmon         | Mt. Lemmon Survey      |
| 236836             | 2007 RE79              | 10 de setembre de 2007 | Mount Lemmon         | Mt. Lemmon Survey      |
| 236837             | 2007 RG79              | 10 de setembre de 2007 | Mount Lemmon         | Mt. Lemmon Survey      |
| 236838             | 2007 RG80              | 10 de setembre de 2007 | Mount Lemmon         | Mt. Lemmon Survey      |
| 236839             | 2007 RN91              | 10 de setembre de 2007 | Mount Lemmon         | Mt. Lemmon Survey      |
| 236840             | 2007 RX95              | 10 de setembre de 2007 | Kitt Peak            | Spacewatch             |
| 236841             | 2007 RO96              | 10 de setembre de 2007 | Kitt Peak            | Spacewatch             |
| 236842             | 2007 RF99              | 11 de setembre de 2007 | Kitt Peak            | Spacewatch             |
| 236843             | 2007 RB112             | 11 de setembre de 2007 | Mount Lemmon         | Mt. Lemmon Survey      |
| 236844             | 2007 RD116             | 11 de setembre de 2007 | Kitt Peak            | Spacewatch             |
| 236845             | 2007 RZ118             | 11 de setembre de 2007 | XuYi                 | PMO Neo Survey Program |
| 236846             | 2007 RW129             | 12 de setembre de 2007 | Mount Lemmon         | Mt. Lemmon Survey      |
| 236847             | 2007 RJ136             | 14 de setembre de 2007 | Mount Lemmon         | Mt. Lemmon Survey      |
| 236848             | 2007 RV137             | 14 de setembre de 2007 | Anderson Mesa        | LONEOS                 |
| 236849             | 2007 RK138             | 14 de setembre de 2007 | Lulin                | LUSS                   |
| 236850             | 2007 RV138             | 15 de setembre de 2007 | Lulin                | LUSS                   |
| 236851 Chenchikwan | 2007 RA139             | 15 de setembre de 2007 | Lulin                | C.-S. Lin, Q.-z. Ye    |
| 236852             | 2007 RV140             | 13 de setembre de 2007 | Socorro              | LINEAR                 |
| 236853             | 2007 RJ142             | 13 de setembre de 2007 | Socorro              | LINEAR                 |
| 236854             | 2007 RZ142             | 14 de setembre de 2007 | Socorro              | LINEAR                 |
| 236855             | 2007 RQ143             | 14 de setembre de 2007 | Socorro              | LINEAR                 |
| 236856             | 2007 RB157             | 11 de setembre de 2007 | Mount Lemmon         | Mt. Lemmon Survey      |
| 236857             | 2007 RM158             | 12 de setembre de 2007 | Catalina             | CSS                    |
| 236858             | 2007 RM180             | 11 de setembre de 2007 | Catalina             | CSS                    |
| 236859             | 2007 RD182             | 12 de setembre de 2007 | Mount Lemmon         | Mt. Lemmon Survey      |
| 236860             | 2007 RE187             | 13 de setembre de 2007 | Mount Lemmon         | Mt. Lemmon Survey      |
| 236861             | 2007 RC188             | 8 de setembre de 2007  | Bergisch Gladbac     | W. Bickel              |
| 236862             | 2007 RG189             | 10 de setembre de 2007 | Kitt Peak            | Spacewatch             |
| 236863             | 2007 RD206             | 10 de setembre de 2007 | Mount Lemmon         | Mt. Lemmon Survey      |
| 236864             | 2007 RK209             | 10 de setembre de 2007 | Kitt Peak            | Spacewatch             |
| 236865             | 2007 RA211             | 11 de setembre de 2007 | Kitt Peak            | Spacewatch             |
| 236866             | 2007 RR216             | 13 de setembre de 2007 | Catalina             | CSS                    |
| 236867             | 2007 RK223             | 8 de setembre de 2007  | Anderson Mesa        | LONEOS                 |
| 236868             | 2007 RG226             | 10 de setembre de 2007 | Kitt Peak            | Spacewatch             |
| 236869             | 2007 RQ227             | 10 de setembre de 2007 | Mount Lemmon         | Mt. Lemmon Survey      |
| 236870             | 2007 RB242             | 14 de setembre de 2007 | Socorro              | LINEAR                 |
| 236871             | 2007 RP242             | 15 de setembre de 2007 | Socorro              | LINEAR                 |
| 236872             | 2007 RR253             | 14 de setembre de 2007 | Kitt Peak            | Spacewatch             |
| 236873             | 2007 RA262             | 14 de setembre de 2007 | Kitt Peak            | Spacewatch             |
| 236874             | 2007 RT263             | 15 de setembre de 2007 | Anderson Mesa        | LONEOS                 |
| 236875             | 2007 RQ277             | 5 de setembre de 2007  | Catalina             | CSS                    |
| 236876             | 2007 RD280             | 11 de setembre de 2007 | Siding Spring        | Siding Spring Survey   |
| 236877             | 2007 RH281             | 13 de setembre de 2007 | Catalina             | CSS                    |
| 236878             | 2007 RJ283             | 11 de setembre de 2007 | Catalina             | CSS                    |
| 236879             | 2007 RU285             | 14 de setembre de 2007 | Catalina             | CSS                    |
| 236880             | 2007 RQ286             | 4 de setembre de 2007  | Mount Lemmon         | Mt. Lemmon Survey      |
| 236881             | 2007 RL288             | 12 de setembre de 2007 | Catalina             | CSS                    |
| 236882             | 2007 RN291             | 12 de setembre de 2007 | Kitt Peak            | Spacewatch             |
| 236883             | 2007 RS301             | 14 de setembre de 2007 | Mount Lemmon         | Mt. Lemmon Survey      |
| 236884             | 2007 SD2               | 19 de setembre de 2007 | Dauban               | Chante-Perdrix         |
| 236885             | 2007 SZ2               | 16 de setembre de 2007 | Socorro              | LINEAR                 |
| 236886             | 2007 SR3               | 16 de setembre de 2007 | Socorro              | LINEAR                 |
| 236887             | 2007 SP5               | 19 de setembre de 2007 | Socorro              | LINEAR                 |
| 236888             | 2007 SQ5               | 19 de setembre de 2007 | Socorro              | LINEAR                 |
| 236889             | 2007 SU5               | 19 de setembre de 2007 | Socorro              | LINEAR                 |
| 236890             | 2007 SY11              | 22 de setembre de 2007 | Crni Vrh             | Crni Vrh               |
| 236891             | 2007 SO12              | 18 de setembre de 2007 | Catalina             | CSS                    |
| 236892             | 2007 TJ7               | 7 d'octubre de 2007    | Pla D'Arguines       | R. Ferrando            |
| 236893             | 2007 TT9               | 6 d'octubre de 2007    | Socorro              | LINEAR                 |
| 236894             | 2007 TN14              | 7 d'octubre de 2007    | Altschwendt          | W. Ries                |
| 236895             | 2007 TZ16              | 7 d'octubre de 2007    | Calvin-Rehoboth      | Calvin College         |
| 236896             | 2007 TH17              | 7 d'octubre de 2007    | Calvin-Rehoboth      | Calvin College         |
| 236897             | 2007 TU17              | 7 d'octubre de 2007    | Dauban               | Chante-Perdrix         |
| 236898             | 2007 TF21              | 9 d'octubre de 2007    | Dauban               | Chante-Perdrix         |
| 236899             | 2007 TF30              | 4 d'octubre de 2007    | Kitt Peak            | Spacewatch             |
| 236900             | 2007 TB31              | 4 d'octubre de 2007    | Kitt Peak            | Spacewatch             |

## 236901-237000
| Nom             | Designació provisional | Data de descobriment   | Lloc de descobriment | Descobridor/s        |
| --------------- | ---------------------- | ---------------------- | -------------------- | -------------------- |
| 236901          | 2007 TX31              | 5 d'octubre de 2007    | Siding Spring        | Siding Spring Survey |
| 236902          | 2007 TK32              | 6 d'octubre de 2007    | Kitt Peak            | Spacewatch           |
| 236903          | 2007 TR54              | 4 d'octubre de 2007    | Kitt Peak            | Spacewatch           |
| 236904          | 2007 TF55              | 4 d'octubre de 2007    | Kitt Peak            | Spacewatch           |
| 236905          | 2007 TK65              | 7 d'octubre de 2007    | Mount Lemmon         | Mt. Lemmon Survey    |
| 236906          | 2007 TN65              | 7 d'octubre de 2007    | Mount Lemmon         | Mt. Lemmon Survey    |
| 236907          | 2007 TR67              | 8 d'octubre de 2007    | Goodricke-Pigott     | R. A. Tucker         |
| 236908          | 2007 TO92              | 5 d'octubre de 2007    | Kitt Peak            | Spacewatch           |
| 236909          | 2007 TX95              | 7 d'octubre de 2007    | Gaisberg             | R. Gierlinger        |
| 236910          | 2007 TP97              | 8 d'octubre de 2007    | Anderson Mesa        | LONEOS               |
| 236911          | 2007 TX99              | 8 d'octubre de 2007    | Kitt Peak            | Spacewatch           |
| 236912          | 2007 TE108             | 7 d'octubre de 2007    | Mount Lemmon         | Mt. Lemmon Survey    |
| 236913          | 2007 TJ111             | 8 d'octubre de 2007    | Catalina             | CSS                  |
| 236914          | 2007 TJ120             | 9 d'octubre de 2007    | Lulin                | LUSS                 |
| 236915          | 2007 TL124             | 6 d'octubre de 2007    | Kitt Peak            | Spacewatch           |
| 236916          | 2007 TT124             | 6 d'octubre de 2007    | Kitt Peak            | Spacewatch           |
| 236917          | 2007 TT137             | 8 d'octubre de 2007    | Catalina             | CSS                  |
| 236918          | 2007 TM142             | 13 d'octubre de 2007   | Dauban               | Chante-Perdrix       |
| 236919          | 2007 TT144             | 6 d'octubre de 2007    | Socorro              | LINEAR               |
| 236920          | 2007 TO145             | 6 d'octubre de 2007    | Socorro              | LINEAR               |
| 236921          | 2007 TE146             | 6 d'octubre de 2007    | Socorro              | LINEAR               |
| 236922          | 2007 TA154             | 9 d'octubre de 2007    | Socorro              | LINEAR               |
| 236923          | 2007 TJ155             | 9 d'octubre de 2007    | Socorro              | LINEAR               |
| 236924          | 2007 TS160             | 9 d'octubre de 2007    | Socorro              | LINEAR               |
| 236925          | 2007 TH165             | 11 d'octubre de 2007   | Socorro              | LINEAR               |
| 236926          | 2007 TP189             | 4 d'octubre de 2007    | Mount Lemmon         | Mt. Lemmon Survey    |
| 236927          | 2007 TC194             | 7 d'octubre de 2007    | Catalina             | CSS                  |
| 236928          | 2007 TW194             | 7 d'octubre de 2007    | Mount Lemmon         | Mt. Lemmon Survey    |
| 236929          | 2007 TN205             | 9 d'octubre de 2007    | Mount Lemmon         | Mt. Lemmon Survey    |
| 236930          | 2007 TS207             | 10 d'octubre de 2007   | Mount Lemmon         | Mt. Lemmon Survey    |
| 236931          | 2007 TF209             | 11 d'octubre de 2007   | Catalina             | CSS                  |
| 236932          | 2007 TM210             | 6 d'octubre de 2007    | Kitt Peak            | Spacewatch           |
| 236933          | 2007 TF219             | 8 d'octubre de 2007    | Mount Lemmon         | Mt. Lemmon Survey    |
| 236934          | 2007 TE233             | 8 d'octubre de 2007    | Kitt Peak            | Spacewatch           |
| 236935          | 2007 TE254             | 8 d'octubre de 2007    | Mount Lemmon         | Mt. Lemmon Survey    |
| 236936          | 2007 TK263             | 10 d'octubre de 2007   | Kitt Peak            | Spacewatch           |
| 236937          | 2007 TF275             | 11 d'octubre de 2007   | Catalina             | CSS                  |
| 236938          | 2007 TC281             | 7 d'octubre de 2007    | Mount Lemmon         | Mt. Lemmon Survey    |
| 236939          | 2007 TQ287             | 11 d'octubre de 2007   | Catalina             | CSS                  |
| 236940          | 2007 TK291             | 13 d'octubre de 2007   | Catalina             | CSS                  |
| 236941          | 2007 TM297             | 11 d'octubre de 2007   | Mount Lemmon         | Mt. Lemmon Survey    |
| 236942          | 2007 TD322             | 10 d'octubre de 2007   | Lulin                | LUSS                 |
| 236943          | 2007 TB332             | 11 d'octubre de 2007   | Kitt Peak            | Spacewatch           |
| 236944          | 2007 TA353             | 8 d'octubre de 2007    | Mount Lemmon         | Mt. Lemmon Survey    |
| 236945          | 2007 TE353             | 8 d'octubre de 2007    | Mount Lemmon         | Mt. Lemmon Survey    |
| 236946          | 2007 TL365             | 9 d'octubre de 2007    | Mount Lemmon         | Mt. Lemmon Survey    |
| 236947          | 2007 TO374             | 15 d'octubre de 2007   | Kitt Peak            | Spacewatch           |
| 236948          | 2007 TP385             | 15 d'octubre de 2007   | Catalina             | CSS                  |
| 236949          | 2007 TZ399             | 15 d'octubre de 2007   | Kitt Peak            | Spacewatch           |
| 236950          | 2007 TF411             | 13 d'octubre de 2007   | Catalina             | CSS                  |
| 236951          | 2007 TD419             | 10 d'octubre de 2007   | Catalina             | CSS                  |
| 236952          | 2007 UW9               | 17 d'octubre de 2007   | Anderson Mesa        | LONEOS               |
| 236953          | 2007 UF14              | 16 d'octubre de 2007   | Kitt Peak            | Spacewatch           |
| 236954          | 2007 UP21              | 16 d'octubre de 2007   | Kitt Peak            | Spacewatch           |
| 236955          | 2007 UG23              | 16 d'octubre de 2007   | Kitt Peak            | Spacewatch           |
| 236956          | 2007 UN26              | 16 d'octubre de 2007   | Mount Lemmon         | Mt. Lemmon Survey    |
| 236957          | 2007 UF34              | 17 d'octubre de 2007   | Anderson Mesa        | LONEOS               |
| 236958          | 2007 UT38              | 20 d'octubre de 2007   | Catalina             | CSS                  |
| 236959          | 2007 US59              | 30 d'octubre de 2007   | Mount Lemmon         | Mt. Lemmon Survey    |
| 236960          | 2007 UX74              | 31 d'octubre de 2007   | Mount Lemmon         | Mt. Lemmon Survey    |
| 236961          | 2007 UU98              | 30 d'octubre de 2007   | Kitt Peak            | Spacewatch           |
| 236962          | 2007 UD99              | 30 d'octubre de 2007   | Kitt Peak            | Spacewatch           |
| 236963          | 2007 UF105             | 30 d'octubre de 2007   | Kitt Peak            | Spacewatch           |
| 236964          | 2007 UX118             | 31 d'octubre de 2007   | Kitt Peak            | Spacewatch           |
| 236965          | 2007 VZ73              | 3 de novembre de 2007  | Kitt Peak            | Spacewatch           |
| 236966          | 2007 VO89              | 4 de novembre de 2007  | Socorro              | LINEAR               |
| 236967          | 2007 VG114             | 3 de novembre de 2007  | Kitt Peak            | Spacewatch           |
| 236968          | 2007 VD180             | 7 de novembre de 2007  | Mount Lemmon         | Mt. Lemmon Survey    |
| 236969          | 2007 VU234             | 9 de novembre de 2007  | Kitt Peak            | Spacewatch           |
| 236970          | 2007 XB3               | 3 de desembre de 2007  | Catalina             | CSS                  |
| 236971          | 2007 XC18              | 12 de desembre de 2007 | Great Shefford       | P. Birtwhistle       |
| 236972          | 2008 AV3               | 5 de gener de 2008     | Bisei SG Center      | BATTeRS              |
| 236973          | 2008 CK157             | 9 de febrer de 2008    | Catalina             | CSS                  |
| 236974          | 2008 EK137             | 11 de març de 2008     | Kitt Peak            | Spacewatch           |
| 236975          | 2008 HG22              | 26 d'abril de 2008     | Kitt Peak            | Spacewatch           |
| 236976          | 2008 JA15              | 6 de maig de 2008      | Dauban               | F. Kugel             |
| 236977          | 2008 ND5               | 10 de juliol de 2008   | Siding Spring        | Siding Spring Survey |
| 236978          | 2008 OG3               | 27 de juliol de 2008   | Bisei SG Center      | BATTeRS              |
| 236979          | 2008 OQ7               | 29 de juliol de 2008   | Mount Lemmon         | Mt. Lemmon Survey    |
| 236980          | 2008 OT9               | 31 de juliol de 2008   | La Sagra             | La Sagra             |
| 236981          | 2008 OG12              | 27 de juliol de 2008   | La Sagra             | La Sagra             |
| 236982          | 2008 OY12              | 29 de juliol de 2008   | La Sagra             | La Sagra             |
| 236983          | 2008 OJ25              | 30 de juliol de 2008   | Kitt Peak            | Spacewatch           |
| 236984          | 2008 PP21              | 4 d'agost de 2008      | Eygalayes            | P. Sogorb            |
| 236985          | 2008 PA22              | 4 d'agost de 2008      | La Sagra             | La Sagra             |
| 236986          | 2008 QU9               | 26 d'agost de 2008     | La Sagra             | La Sagra             |
| 236987 Deustua  | 2008 QX                | 26 d'agost de 2008     | La Sagra             | OAM                  |
| 236988 Robberto | 2008 QE12              | 25 d'agost de 2008     | La Sagra             | OAM                  |
| 236989          | 2008 QW44              | 24 d'agost de 2008     | Socorro              | LINEAR               |
| 236990          | 2008 QH46              | 24 d'agost de 2008     | Socorro              | LINEAR               |
| 236991          | 2008 RM4               | 2 de setembre de 2008  | Kitt Peak            | Spacewatch           |
| 236992          | 2008 RF9               | 3 de setembre de 2008  | Kitt Peak            | Spacewatch           |
| 236993          | 2008 RC10              | 3 de setembre de 2008  | Kitt Peak            | Spacewatch           |
| 236994          | 2008 RT10              | 3 de setembre de 2008  | Kitt Peak            | Spacewatch           |
| 236995          | 2008 RW15              | 4 de setembre de 2008  | Kitt Peak            | Spacewatch           |
| 236996          | 2008 RB23              | 4 de setembre de 2008  | Socorro              | LINEAR               |
| 236997          | 2008 RE24              | 5 de setembre de 2008  | Socorro              | LINEAR               |
| 236998          | 2008 RG35              | 2 de setembre de 2008  | Kitt Peak            | Spacewatch           |
| 236999          | 2008 RQ39              | 2 de setembre de 2008  | Kitt Peak            | Spacewatch           |
| 237000          | 2008 RM41              | 2 de setembre de 2008  | Kitt Peak            | Spacewatch           |